# Economia romana

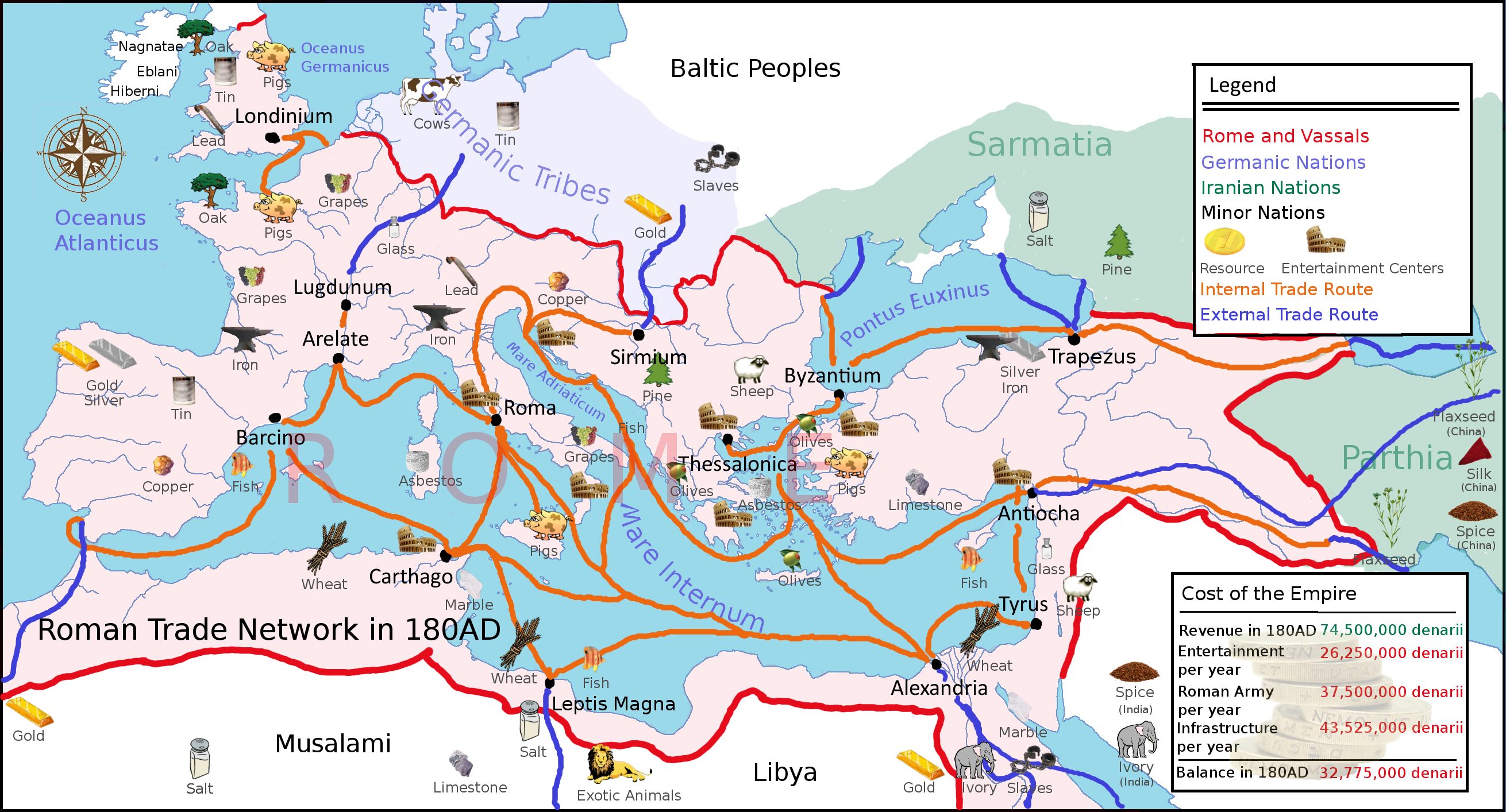
Le vie del commercio romano attorno alla fine del II secolo.

L'economia romana ovvero della civiltà romana si basava principalmente sul settore agricolo e del commercio, e in misura minore su quello dei servizi (società preindustriale).
L'agricoltura in particolare era il settore trainante dell'intera economia del mondo romano, con la conseguente necessità di costruire strumenti e macchinari adatti. Secondo alcune stime, durante l'età imperiale il 30-40% della popolazione era impiegata in questo settore. Certamente un requisito importante e necessario per avere un'economia stabile o crescente fu la pace (pax romana) in molte zone dell'Impero.
L'introduzione del libero commercio agricolo modificò radicalmente il sistema economico italico: a partire dal I secolo a.C. le grandi proprietà terriere dedicate alla coltivazione della vite, dei cereali e dell'ulivo, avevano completamente "strangolato" i piccoli agricoltori, che non potevano competere con il prezzo del grano importato. L'annessione infatti di Sicilia (241 a.C.), Cartagine (146 a.C.) e Egitto (30 a.C.), portò l'Italia romana a rifornirsi sempre più di cereali dalle province. A sua volta, l'olio d'oliva e il vino divennero i principali prodotti esportati dall'Italia. Sebbene si praticasse le rotazione delle colture, nel complesso la produttività agricola rimaneva molto bassa, stimata a 1 tonnellata circa per ettaro.
Roma privilegiò l'espansione territoriale, e quindi l'agricoltura, fin dall'origine. Si possono distinguere due fasi evolutive: all'inizio prevalevano i piccoli e medi proprietari terrieri, che costituivano anche il nerbo dell'esercito; successivamente prevalse il latifondo con agricoltori professionisti che non potevano dedicarsi anche alla guerra, delegata quindi a figure specifiche dette "mercenari". Il cambiamento fu indotto dalla crisi economica successiva alla seconda guerra punica, che rovinò molti proprietari terrieri; ne seguirono anche la crisi della repubblica e, dopo lotte interne durate due secoli, la nascita dell'impero. Il latifondo dette gradualmente vita all'«economia delle ville romane», centri di produzione agricola sempre più ampi e sontuosi.
La spesa pubblica era concentrata soprattutto sull'esercito e sulla costruzione di grandi opere pubbliche.

## Storia
All'inizio dell'età del ferro (IX secolo a.C.) l'economia dei popoli dell'Italia centrale era basata quasi esclusivamente sui prodotti della pastorizia e dell'agricoltura. Allevamento e agricoltura rappresentarono le attività economiche principali della Roma del periodo arcaico o monarchico (dall'VIII al VI secolo a.C.). Si trattava di un'economia di sussistenza: la destinazione dei prodotti era, infatti, l'autoconsumo familiare o tribale. Roma, tuttavia, si sviluppò grazie alla sua posizione su un'area di frontiera, ovvero la via commerciale tra le città etrusche e le colonie greche della Campania lungo la direttrice nord-sud, e la "via del sale" (via Salaria) tra la foce del Tevere e le comunità sabine e umbro-sabelliche dell'Appennino centrale lungo la direttrice ovest-est.
Come in gran parte delle società del mondo classico, anche l'economia dell'età repubblicana di Roma antica (dal V al I secolo a.C.) era ancora essenzialmente, se non esclusivamente, basata sulla produzione e la distribuzione di prodotti agricoli (gran parte della produzione era, tuttavia, rivolta all'autoconsumo). La classe dei patrizi (aristocratici), che in quest'epoca corrispondeva anche al ceto sociale più ricco, era costituita prevalentemente dai grandi proprietari fondiari, che seguivano personalmente la conduzione delle aziende agricole (ville rustiche). Solo nella tarda età repubblicana cominciò ad affermarsi economicamente la classe sociale degli equites, che traeva le proprie ricchezze non dall'agricoltura, bensì dal commercio, dalle industrie e dalla finanza (riscossione delle imposte e prestiti a interesse).
Nei primi due secoli dell'Impero romano lo sviluppo dell'economia si era basato essenzialmente sulle conquiste militari, che avevano procurato terre da distribuire ai legionari o ai ricchi senatori, merci da commerciare e schiavi da sfruttare in lavori a costo zero. Per questo motivo l'economia appariva prospera ("secolo d'oro"), ma in realtà restava in una condizione di stagnazione, che divenne decadenza (declino della produzione agricola e contrazione dei grandi flussi commerciali) con la conclusione della fase delle grandi guerre di conquista (116 d.C., conquista romana di Ctesifonte, capitale dell'impero partico). L'Impero romano, infatti, da un lato si dimostrò incapace di realizzare uno sviluppo economico endogeno (non dipendente dalle conquiste) e dall'altro di ovviare all'aumento dei costi della spesa pubblica (la vera radice della crisi fu l'incremento del costo dell'esercito e della burocrazia) con un sistema fiscale più efficiente che oppressivo. La grave crisi che ne conseguì ne provocò gradualmente la decadenza, fino ad arrivare nel V secolo d.C. alla caduta della parte occidentale ad opera di popolazioni germaniche.

## Settori produttivi e forza lavoro

### Demografia, occupazione e forza lavoro
Negli anni recenti, la questione demografica è stata oggetto di crescenti ricerche da parte degli studiosi moderni, con stime della popolazione dell'Impero romano pari a un minimo di 60-70 milioni di abitanti fino a 100 milioni Ora ipotizzando una popolazione di 55 milioni di abitanti, tale cifra non fu superata in Occidente prima della metà del XIX..
Mentre la società repubblicana fu caratterizzata dalla rigidità dell'oligarchia senatoria nel difendere i propri privilegi, la società imperiale si rivelò più mobile e aperta, favorendo l'emergere di un'ampia classe media e l'affermazione di un ceto professionale e burocratico (professionisti, ufficiali, funzionari imperiali, impiegati), proveniente in particolare dall'ordine equestre. Ma furono soprattutto i liberti, ovvero gli schiavi affrancati, a compiere le più sorprendenti carriere (del resto erano fedelissimi all'ex padrone, al quale dovevano tutto: la libertà e il potere) nella burocrazia imperiale.
Nella prospera società del "secolo d'oro" (II secolo d.C.) dell'Impero, caratterizzata per lo più da pace e grandi opere pubbliche, persistevano comunque fortissime disuguaglianze, visibili soprattutto nelle città, dove alla minoranza di ricchi, abitanti in case di lusso (domus) e dediti all'opulenza fastosa, si contrapponeva la massa di piccoli borghesi (impiegati, militari, artigiani, insegnanti, piccoli negozianti, giudici) e soprattutto di proletari che si stipavano in casermoni (insulae) a rischio di incendi e crolli ed erano costretti a sopravvivere tra fame e malattie infettive, poiché le condizioni igieniche nei quartieri-dormitorio erano fortemente inadeguate.
Dopo il primo assalto alle frontiere romane da parte prima dei Parti e poi delle popolazioni germano-sarmatiche durante il regno Marco Aurelio, che portarono a una prima devastante forma di pestilenza, un'altra pesantissima e ancor più devastante epidemia colpì i territori dell'Impero nel ventennio 250-270. Si è calcolato che il morbo abbia mietuto milioni di vittime e che alla fine la popolazione dell'Impero fosse ridotta del 30 per cento, da 70 a 50 milioni di abitanti.
A tutto ciò si aggiunge che il prezzo da pagare per la sopravvivenza dell'Impero fu molto alto anche in termini territoriali. A partire infatti dal 260 gli Imperatori che si susseguirono dovettero abbandonare, in modo definitivo, i cosiddetti Agri decumates (sotto Gallieno) e l'intera provincia delle Tre Dacie (sotto Aureliano, nel 271 circa), oltre alla provincia di Mesopotamia, poi rioccupata da Galerio verso la fine del III secolo.
Quando le popolazioni germaniche occuparono i territori dell'Impero d'Occidente, si trovarono di fronte una società profondamente divisa tra una minoranza di privilegiati e una massa di povera gente. La distanza sociale prima esistente tra lavoratori liberi e schiavi si era, infatti, ridotta notevolmente con l'istituzione del colonato: entrambi erano dipendenti nella stessa misura dal ricco proprietario del fondo agricolo. Anche questo fenomeno, quindi, contribuì alla biforcazione della società nelle due principali categorie sociali del Tardo Impero, profondamente differenti non solo per il censo (poveri e ricchi), ma anche per le condizioni giuridiche: con il fenomeno delle professioni coatte, infatti, la distanza economica tra classi ricche e classi povere divenne anche una distinzione di diritto, fissata dalla legge negli humiliores ("inferiori"), cui appartenevano la massa dei coloni e dei proletari urbani, e i honestiores ("rispettabili"), cui appartenevano i grandi proprietari terrieri e i vertici della burocrazia militare e civile. Solo agli humiliores erano riservate le punizioni più dure e infamanti, come la fustigazione e la pena di morte.
| Estensione e popolazione delle principali città dell'impero | Estensione e popolazione delle principali città dell'impero | Estensione e popolazione delle principali città dell'impero |
| Città                                                       | Estensione                                                  | Popolazione                                                 |
| ----------------------------------------------------------- | ----------------------------------------------------------- | ----------------------------------------------------------- |
| Roma                                                        | 1800 ettari - (sec. IV)                                     | circa 1 milione                                             |
| Capua                                                       | 180 ettari circa                                            | 70.000                                                      |
| Mediolanum                                                  | 133 ettari circa                                            | 50.000                                                      |
| Bononia                                                     | 83 ettari circa                                             | 30.000                                                      |
| Augusta J. Taurinorum                                       | 47 ettari circa                                             | 20.000                                                      |
| Verona                                                      | 45 ettari circa                                             | 20.000                                                      |
| Augusta Praetoria                                           | 41 ettari circa                                             | 20.000                                                      |
| Leptis Magna                                                | 400 ettari circa                                            | 100.000                                                     |
| Augusta Treverorum                                          | 285 ettari circa                                            | 50.000                                                      |
| Nemausus                                                    | 220 ettari circa                                            | 70.000                                                      |
| Vindobona                                                   | 200 ettari circa                                            | 60.000                                                      |
| Londinium                                                   | 140 ettari circa                                            | 50.000                                                      |
| Lutetia                                                     | 55 ettari circa                                             | 20.000                                                      |
| Alexandria                                                  | 900 ettari circa                                            | 500.000 - 1 milione                                         |
| Carthago                                                    | 300 ettari circa                                            | 200 - 300.000                                               |
| Nova Roma (Constantinopolis)                                | 1400 ettari circa (IV secolo)                               | 500.000 circa                                               |

Città fondate o conquistate dai Romani in Italia ( celle con sfondo verde )

Città fondate dai Romani nelle province dell'Impero (celle con sfondo giallo )

Città conquistate dai Romani fuori dall'Europa (celle con sfondo celeste )

### Agricoltura e latifondo

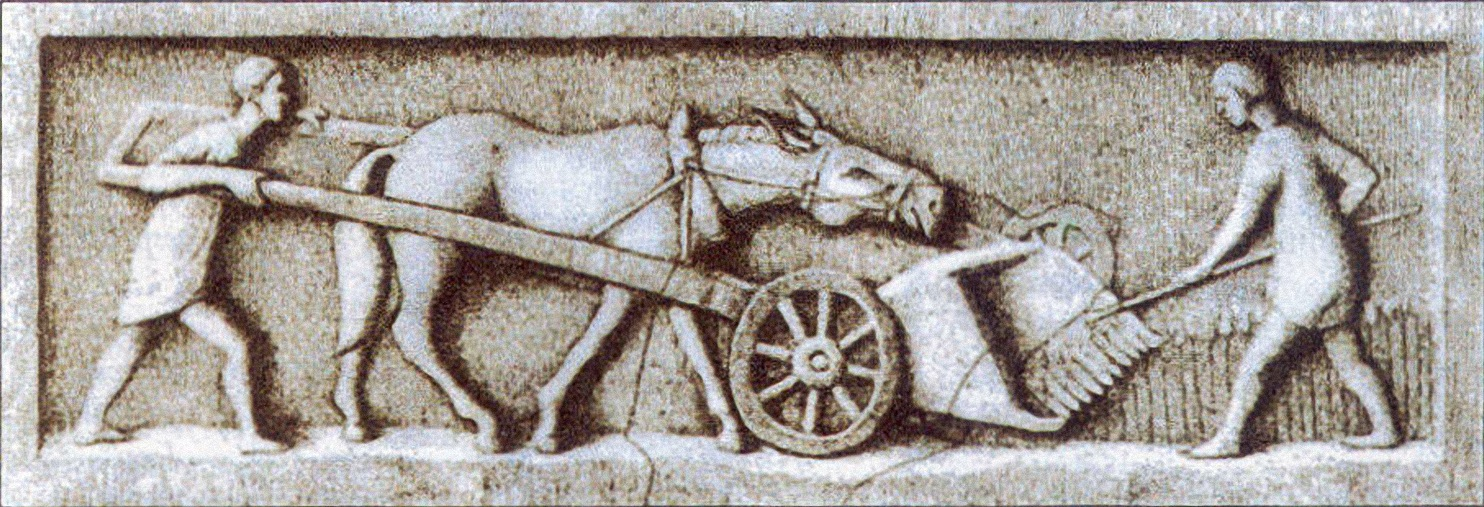
Un'economia basata sull'agricoltura.

Il sistema agricolo romano era autosufficiente per la maggior parte della popolazione romana. I romani svilupparono sistemi avanzati di coltivazione grazie all'utilizzo di imponenti sistemi di irrigazione consentiti dai grandi acquedotti e dalle opere di ingegneria idraulica, come ad esempio i mulini idraulici in Gallia e nella campagna romana, utilizzati per macinare il grano in farina, riscontrati in varie campagne archeologiche. I resti più imponenti tuttora esistenti sono stati trovati a Barbegal nel sud della Francia, vicino ad Arles: il mulino era composto da sedici ruote idrauliche disposte su due colonne e alimentate dall'acquedotto principale di Arles, con una portata idraulica tanto grande che il deflusso alimentava il mulino successivo della serie, che si trovava più in basso.

#### Agricoltori
Nella prima età repubblicana la forma più comune di azienda agricola era quella basata sulla piccola proprietà, in cui il padrone lavorava personalmente il podere con l'ausilio di schiavi o braccianti liberi salariati. Il piccolo proprietario coltivava un po' tutti i prodotti (policoltura). Solo una piccola parte dei prodotti agricoli coltivati dai nuclei familiari nelle loro piccole proprietà finiva sul mercato, la maggior parte era destinata al fabbisogno della famiglia del proprietario terriero. Il prodotto principalmente coltivato era il grano.
A partire dal II secolo a.C. le continue guerre di conquista finirono per tenere il piccolo proprietario terriero lontano da casa per lunghi anni, con il risultato che le piccole aziende agricole, in mancanza del padrone impegnato nell'esercito, non riuscivano più a rendere come in precedenza e le famiglie non erano più in grado di far fronte al tributum, ovvero alle tasse che i possidenti dovevano pagare allo Stato. La piccola proprietà terriera, inoltre, era messa in crisi anche da altri due elementi:
- le conquiste avevano rovesciato sul mercato un gran numero di prigionieri di guerra venduti a basso prezzo come schiavi, ovvero manodopera a costo zero rispetto ai braccianti salariati e quindi più conveniente per i ricchi proprietari terrieri;
- la concorrenza dei prodotti d'oltremare provocava, infine, alla lunga il declino dei redditi agricoli dei piccoli proprietari italici, privi dei capitali necessari per aumentare la produttività e sostenere la competizione.

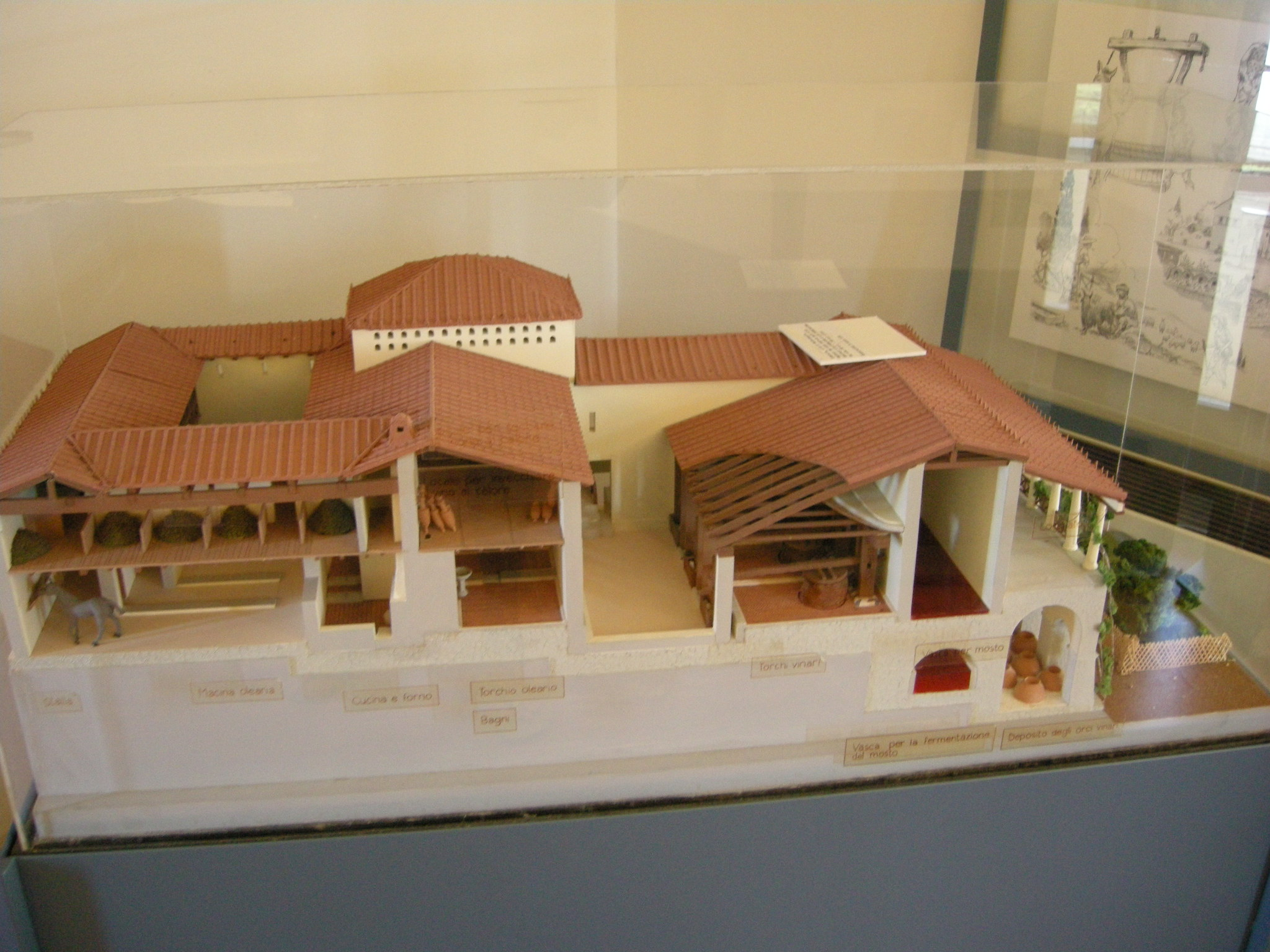
Ricostruzione della villa Settefinestre al museo archeologico di Rossignano

Ci fu un tentativo da parte del tribuno della plebe, Tiberio Gracco (nel 133 a.C.), fu quella di proporre una legge (lex agraria), con l'aiuto del pontefice massimo Licino Crasso e del console Publio Muzio Scevola, che prevedesse una redistribuzione delle terre del suolo italico, usurpate dai ricchi ai più poveri e offerte ai forestieri per essere lavorate. La legge avrebbe limitato l'occupazione delle terre dello stato a 125 ettari e riassegnava le terre eccedenti ai contadini in rovina. Una famiglia nobile poteva avere 500 iugeri di terreno, più 250 per ogni figlio, ma non più di 1.000. I terreni confiscati dovevano essere distribuiti in modo che, ogni famiglia della plebe contadina avesse 30 iugeri (7,5 ettari). I ricchi possidenti si appoggiarono allora a un altro tribuno della plebe, il giovane Marco Ottavio, che accettò di porre il veto alla nuova lex agraria. Alla fine dopo una serie di duri scontri verbali tra i due tribuni, Tiberio venne ucciso e i contadini poveri non poterono nulla contro i grandi latifondisti.
I pochi piccoli agricoltori che erano riusciti a sopravvivere furono costretti a fare ricorso all'indebitamento, che spesso si concludeva con la cessione del fondo di proprietà ai latifondisti stessi. Ai piccoli contadini, ormai espropriati, non rimanevano che poche possibilità di lavoro (almeno prima della riforma mariana dell'esercito romano del 107 a.C., con la possibilità di diventare soldato di professione): diventare braccianti salariati dei grandi possidenti terrieri, oppure ingrossare le file del proletariato urbano.
Con la scomparsa nella tarda età repubblicana della classe dei piccoli proprietari terrieri (i contadini-soldati che avevano contribuito all'espansione di Roma fino al II secolo a.C.), costretti ad abbandonare i propri poderi a causa da un lato delle esigenze del servizio militare prolungato, dall'altro dell'impossibilità di competere con i latifondi dei ricchi proprietari terrieri che potevano sfruttare la manodopera servile a costo zero, la produzione agricola nel corso dell'età imperiale si concentrò sempre di più nei latifondi (presenti soprattutto nell'Italia meridionale) e nelle villae rusticae (presenti in particolare nell'Italia centrale), in cui il lavoro degli schiavi era organizzato in modo altamente efficace proprio per realizzare prodotti in eccesso da vendere poi nei mercati urbani.
Il futuro decadimento dell'economia imperiale fu conseguenza anche della graduale decadenza dell'agricoltura, che pian piano perse la capacità di rifornire i mercati cittadini. Le cure dello Stato, infatti, andavano non tanto alle campagne, ma alle città, dove risiedevano anche i proprietari terrieri, che usavano le ville di campagna solo per le vacanze. Del resto, poiché l'agricoltura consentiva minori guadagni del commercio e del prestito a usura, i grandi latifondisti erano poco invogliati a investire denaro per migliorare la produttività delle proprie terre.
La crisi produttiva, i cui sintomi si erano già evidenziati durante l'Alto Impero, si manifestò in tutta la sua virulenza dal III secolo d.C. in poi con l'accentuarsi dell'instabilità politica. Le guerre civili e le scorrerie barbariche finirono per devastare anche le regioni più fertili e le campagne cominciarono a spopolarsi (fenomeno degli agri deserti) anche perché i piccoli proprietari terrieri, già in condizioni precarie, dovettero affrontare da una parte i costi dovuti al mantenimento di interi eserciti che transitavano sui loro territori, dall'altra un peso fiscale diventato sempre più intollerabile (basti pensare all'introduzione da parte di Diocleziano della iugatio-capitatio).
L'introduzione del colonato (suddivisione dei latifondi in piccoli lotti affidati a coltivatori o coloni provenienti dalla categoria degli schiavi o dei braccianti salariati, che si impegnavano a cedere una quota del prodotto al padrone e a non abbandonare il fondo) permise di recuperare alla produzione terreni prima trascurati: lo schiavo era incentivato ad accettare questa condizione giuridica perché aveva qualcosa in proprio per nutrire sé e la famiglia (evitando anche il rischio dello smembramento del nucleo familiare per vendite separate), il lavoratore libero invece ebbe di che vivere, anche se dovette rinunciare a gran parte della propria autonomia perché obbligato a prestare i propri servizi secondo le esigenze del latifondista che gli aveva affidato in affitto la propria terra. Tuttavia, nemmeno il colonato risolse la crisi dell'agricoltura: molte persone, infatti, disperate ed esasperate dalle guerre e dagli eccessi della tassazione, si diedero al brigantaggio, taglieggiando viandanti e possidenti e intercettando i rifornimenti, con grave aumento del danno per l'economia.

#### Ville rustiche e latifondi

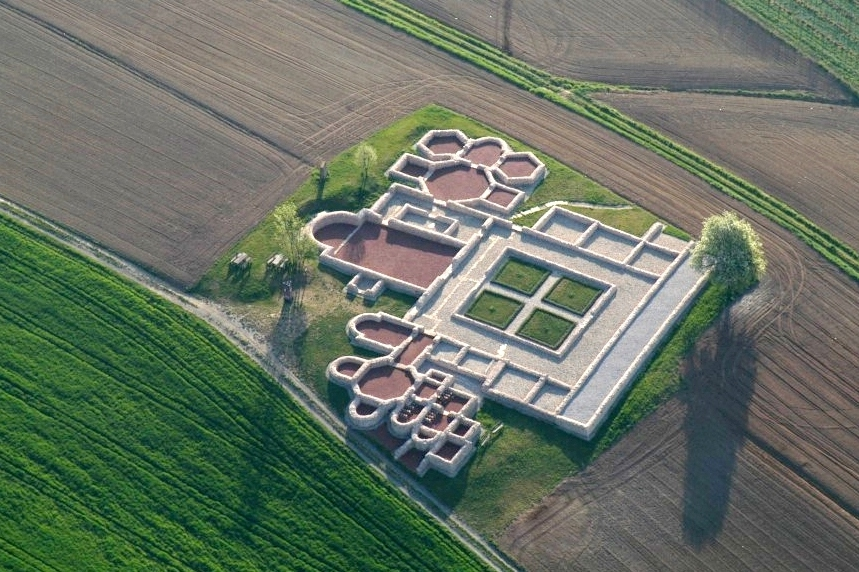
Una tipica villa rustica romana.

La maggior parte del territorio del mondo romano era organizzato attraverso le grandi proprietà terriere delle cosiddette villae rusticae. Si trattava, inizialmente, del nucleo di un'azienda agraria a conduzione familiare, dove veniva prodotto ciò che era necessario al sostentamento. Col passare degli anni e l'accrescersi della potenza di Roma, le guerre di conquista portarono in Italia, crescenti masse di schiavi da sfruttare nei più svariati lavori. Le ville rustiche si fecero sempre più grandi e sontuose (200-250 ettari sembra comunque la misura media) e la produzione agricola diventò un'attività il cui scopo non era più semplicemente quello di sfamare il padrone, ma anche e soprattutto di commercializzare i prodotti in eccesso anche su mercati lontani.
In particolare, la villa divenne un'azienda agricola (soprattutto in Italia centrale, dalla Campania all'Etruria Le produzioni erano differenziate: piantagioni (soprattutto ulivi e vite), altre coltivazioni intensive, orti, pascoli, impianti di trasformazione, depositi, mezzi di trasporto. Si trattava, insomma, di una vera fabbrica rurale organizzata.
Il proprietario (latifondista) solitamente metteva a capo dei suoi possedimenti un conduttore (grande agricoltore) che dirigeva la villa rustica, utilizzando come forza lavoro, schiavi e lavoratori stagionali, oltre a piccoli coltivatori affittuari di piccole parti a loro concesse per potersi sostenere (coloni). Questi ultimi pagavano l'affitto in natura (di solito attraverso una percentuale fissa dei loro raccolti), o raramente in denaro. La durata dei contratti di affitto era normalmente di cinque anni.
Nel villae rusticae erano presenti frantoi, stalle e orti, e tutto intorno campi coltivati. Spesso vi erano anche piantagioni di alberi da frutta come mele, prugne, pere, ciliegi e e pesche, oltre all'allevamento di arnie per la produzione di miele e cera.

#### Prodotti, produttività e metodi di coltivazione
Dopo il periodo delle grandi guerre di conquista e la riforma mariana dell'esercito romano, con l'estendersi del latifondo si passò dalla policoltura a una monocoltura estensiva e speculativa, cioè alla coltivazione su larga scala di un unico prodotto da vendere con profitto sul mercato. Alla coltura del grano si sostituì la coltivazione dell'olivo e della vite e l'allevamento di grandi mandrie di bestiame per soddisfare una crescente richiesta di latticini, carne, lana e pellame. I grandi latifondisti operarono tali scelte perché più redditizie: non richiedevano particolare specializzazione nella manodopera, si prestavano all'uso su larga scala degli schiavi e fornivano prodotti di facile smercio.
Alla crisi in età repubblicana della piccola e media proprietà agricola schiacciata dai debiti e dalla concorrenza, si aggiunse in età imperiale anche il declino produttivo del latifondo. Molte terre furono abbandonate anche per i crescenti costi degli schiavi, ormai rari dopo la conclusione dell'espansionismo e delle grandi guerre di conquista.
La crisi dello schiavismo (premi di produzione e trattamento più umano non incentivarono la produttività da parte degli schiavi) aveva reso più competitiva la manodopera libera, ma le condizioni offerte dai padroni erano pur sempre assai dure, con il risultato che molti contadini liberi preferivano una vita parassitaria ed incerta ai margini delle città al lavoro nei campi sicuro, ma faticoso e mal remunerato.

##### Grano

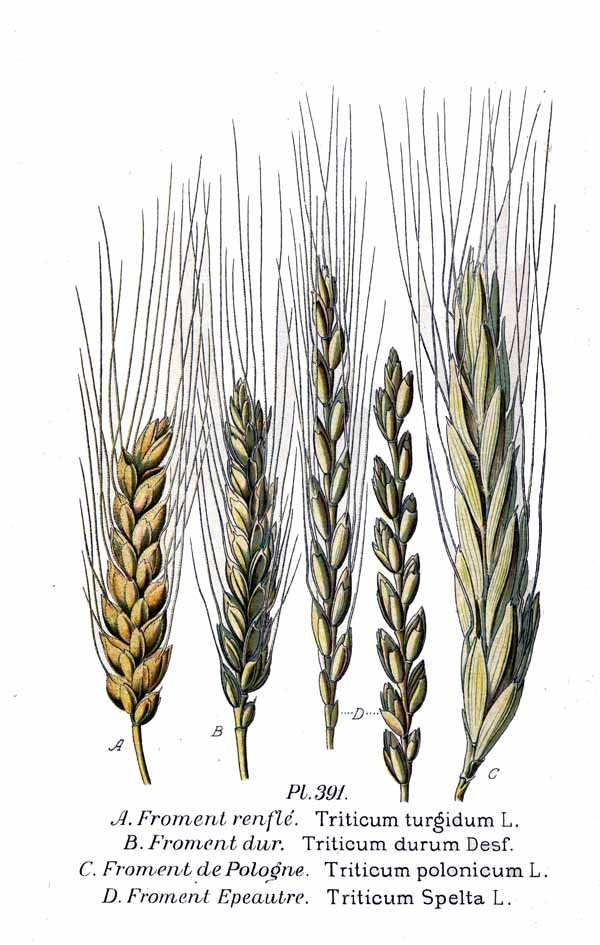
Varie tipologie di frumento.

Il frumento (triticum), utilizzato soprattutto nella produzione della farina, cresceva dove suolo e clima (Gallia e Italia settentrionale) risultavano particolarmente adatti. Nelle zone più asciutte veniva invece coltivato il farro ed il grano duro (triticum durum). Nelle regioni invece più fredde ed umide era coltivato normalmente il farro spelta (triticum spelta). L'orzo era invece coltivato dove il suolo risultava poco fertile per la coltivazione del frumento.
I Romani conoscevano diversi tipi di aratro per la differente tipologia dei terreni da arare. In numerose zone dell'Italia si ebbe un miglioramento della redditività grazie ad una più intensa aratura, fatta a maggior profondità e a lungo termine. Veniva inoltre usato il letame per concimare i terreni, soprattutto attorno al bacino del Mediterraneo. La difficoltà nasceva quando il bestiame era spostato per effetto della migrazione stagionale delle mandrie e delle greggi (transumanza). Alcuni territori erano poi estremamente fertili come la valle del Nilo in Egitto, dove l'irrigazione era naturale. In alcuni territori come la Palestina, la coltura del grano avveniva ad anni alterni.
La redditività di questa coltivazione in alcune zone raggiunse ottimi livelli, che poterono essere ottenuti solo nel XVIII secolo. Il rapporto poi tra seminato e raccolto era normalmente di 3:8, ed in alcune zone come l'Etruria poteva raggiungere il rapporto eccezionale di 1:15. In Palestina il rapporto di produttiva era solitamente di 1 a 7 volte, mentre in Grecia tra le 4,5 e le 7 volte.
Difficile ricostruire con esattezza il volume degli scambi di grano all'interno dell'Impero romano. Sappiamo che ogni anno, venivano trasportati ad Ostia da Alessandria d'Egitto 80.000 tonnellate di grano. Le navi mercantili che trasportavano questo prezioso prodotto erano spesso accompagnate da una flotta militare romana, perché potesse proteggerle contro i pirati. Il grano veniva, quindi, posto in giganteschi magazzini (horrea) presso il porto di Ostia (con dimensioni fino a 120 X 80 metri). Nelle città, le merci erano poi vendute soprattutto in mercati coperti, in negozi o per le vie principali.

##### Ulivi

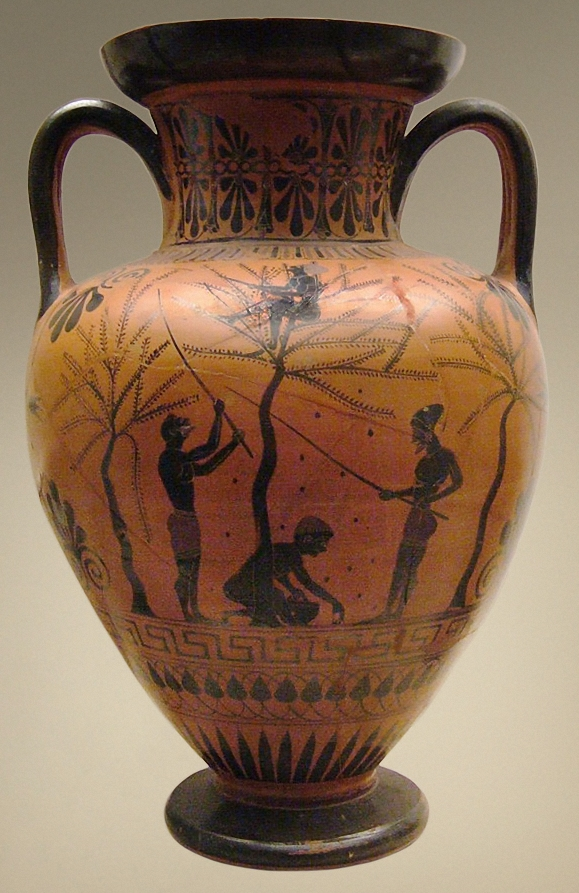
Vaso greco che rappresenta la raccolta delle olive.

Le olive furono utilizzate principalmente per la produzione di olio alimentare e di quello per lampade e lozioni per il corpo. Le principali coltivazioni dell'ulivo si trovavano in Istria, Puglia, Tripolitania, Tunisia centrale ed in Spagna tra Cordoba e Siviglia. Queste piantagioni erano soprattutto nelle mani dei grandi proprietari terrieri, poiché i piccoli agricoltori non potevano sostenere importanti costi, oltre ad attrezzature costose come frantoi per la spremitura e fornaci per la produzione di anfore. Catone sosteneva, infatti, che vite e ulivi fossero le coltivazioni più redditizie, con margini di profitto compresi tra il 7 ed il 10%.

##### Vino

Una tipica anfora romana vinaria.

Sotto l'Impero romano ci fu un ulteriore impulso alla produzione del vino, che passò dall'essere un prodotto elitario a divenire una bevanda di uso quotidiano. Ricordiamo che al tempo di Tiberio famosi erano soprattutto i vini italici del sud del Latium e del nord della Campania, come il Cecubo (Formiae), il Fundano (da Fundi), il Setino (da Setia), come pure il Falerno (al confine tra Latium e Campania), o l'Albano (Colli Albani) e lo Statano.
In questo periodo le colture della vite si diffusero su gran parte del territorio (in particolare in Italia, Gallia Narbonensis, Hispania, Acaia e Siria), e con l'aumentare della produzione crebbero anche i consumi. Svetonio racconta di un episodio curioso legato al vino ed al suo prezzo ai tempi dell'imperatore Augusto:
(Svetonio, Augustus, 42.)
Gli strumenti utilizzati erano anche più costosi di quelli utilizzati per la spremitura delle olive. C'era anche un lungo tempo di attesa tra la semina ed il primo raccolto. Sia l'ulivo, sia la vite erano coltivati col la tecnica del terrazzamento. Secondo quanto ci racconta Lucio Giunio Moderato Columella, un buon terreno poteva produrre fino a 1.750 litri di vino per iugero. E poiché la coltivazione a vite risultava particolarmente redditizia, nel 90 d.C. l'Imperatore Domiziano fu costretto ad emanare un editto sul vino che, a seconda delle province, limitava questa coltura alla metà dell'estensione iniziale dei vigneti. Vi è da aggiungere che a partire dal II secolo la viticoltura si diffuse ampiamente nella zona tra la Mosella ed il Reno.
Ad ogni modo il vino prodotto a quei tempi era molto differente dalla bevanda che conosciamo oggi. A causa delle tecniche di conservazione (soprattutto la bollitura), il vino risultava essere una sostanza sciropposa, molto dolce e molto alcolica. Era quindi necessario allungarlo con acqua e aggiungere miele e spezie per ottenere un sapore più gradevole.
Con il crollo dell'Impero Romano la viticoltura entra in una crisi dalla quale uscirà solo nel medioevo, grazie soprattutto all'impulso dato dai monaci benedettini e cistercensi. Sappiamo ad esempio che l'esportazione di vino italiano in Gallia nel periodo imperiale era di 120.000 ettolitri annui.

##### Ortaggi
In molte zone dell'impero, in prossimità delle città, nei piccoli giardini (horti) venivano coltivati direttamente alcuni ortaggi, grazie a dei buoni livelli di irrigazione dei campi. Capitava anche che nelle vicinanze di Roma, spesso gli abitanti si collegassero illegalmente agli acquedotti, potendo così approvvigionarsi dell'acqua.
Plinio il Vecchio parlando della coltura dei piccoli orti, li definiva "coltura dei poveri", dove la popolazione più povera, non potendo permettersi il consumo quotidiano della carne, ricorreva a cibi "poveri", ricchi di proteine come fagioli, piselli, ceci, ecc. Negli orti erano poi coltivati anche altri e diversi tipi di ortaggi come cavoli, porri, asparagi, insalata, ortaggi a radice (sedano, cipolle, finocchi, ravanelli), erbe mediche e spezie (senape, timo, menta, cumino, cerfoglio, santoreggia, malva, giusquiamo nero, ecc.).
La rotazione delle colture venne attuata in modo tale che l'orto potesse essere utilizzato tutto l'anno. In alcuni casi, anche nei giardini, erano allevati in piccole pozze d'acqua fresca, pesci, uccelli selvatici o esotici (fagiani, pavoni, galline e piccioni).

##### Bovini, suini e ovini
Alcuni agricoltori utilizzavano il bestiame soprattutto come animali da tiro, o anche per mangiarne la carne, raramente per ottenerne il latte. Erano invece utilizzate per la produzione di latte, soprattutto capre e pecore. Particolarmente apprezzati per la loro carne erano i maiali, soprattutto in Lazio, Campania e nella Pianura Padana dove risultavano esserci ampi allevamenti. Gli animali, magri e pelosi, erano condotti nelle foreste e ingrassati con ghiande. Troviamo esempi di salumi soprattutto nella Gallia Narbonense.

### Miniere e metallurgia

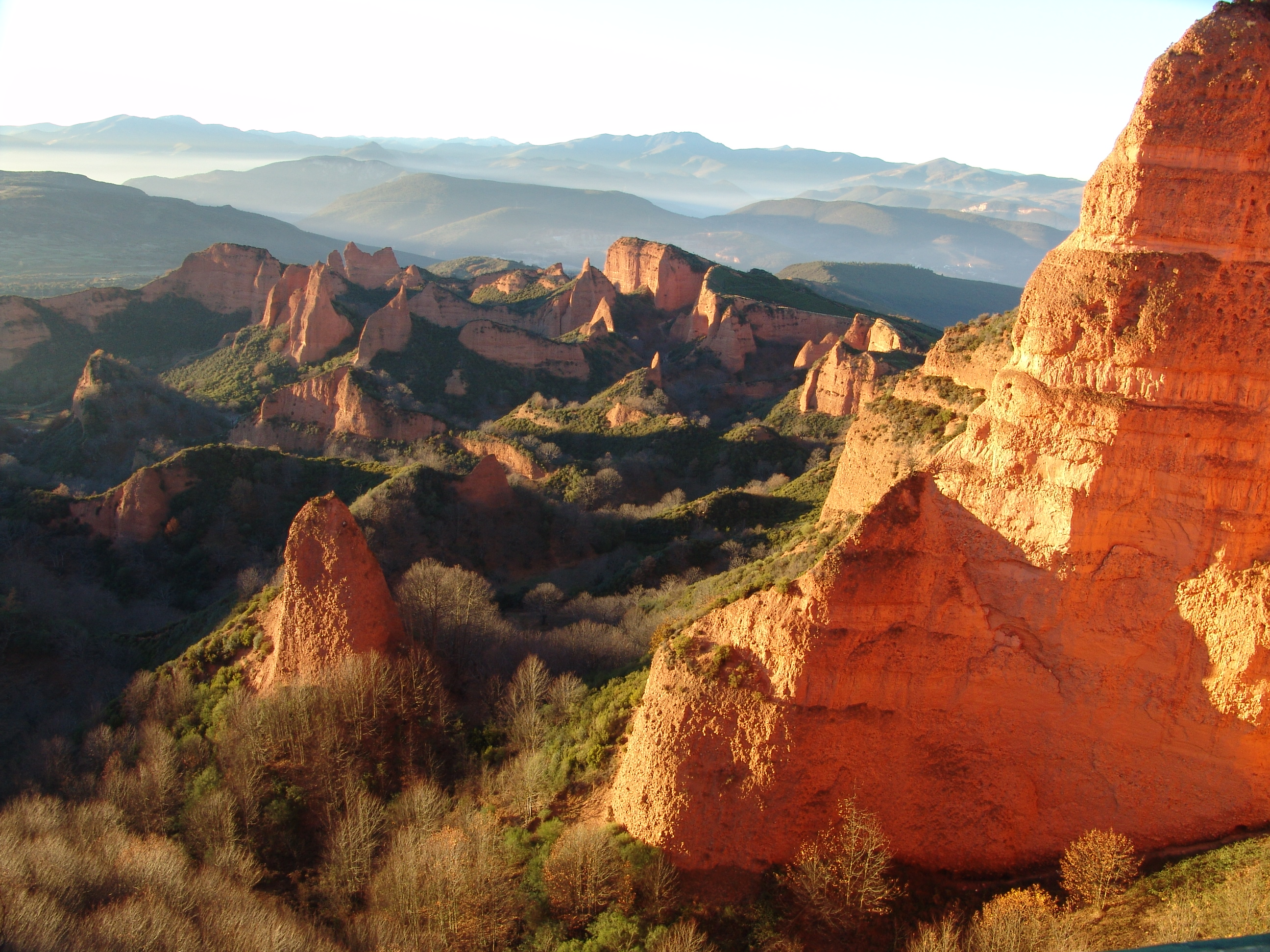
Vista panoramica delle miniere romane di Las Médulas.

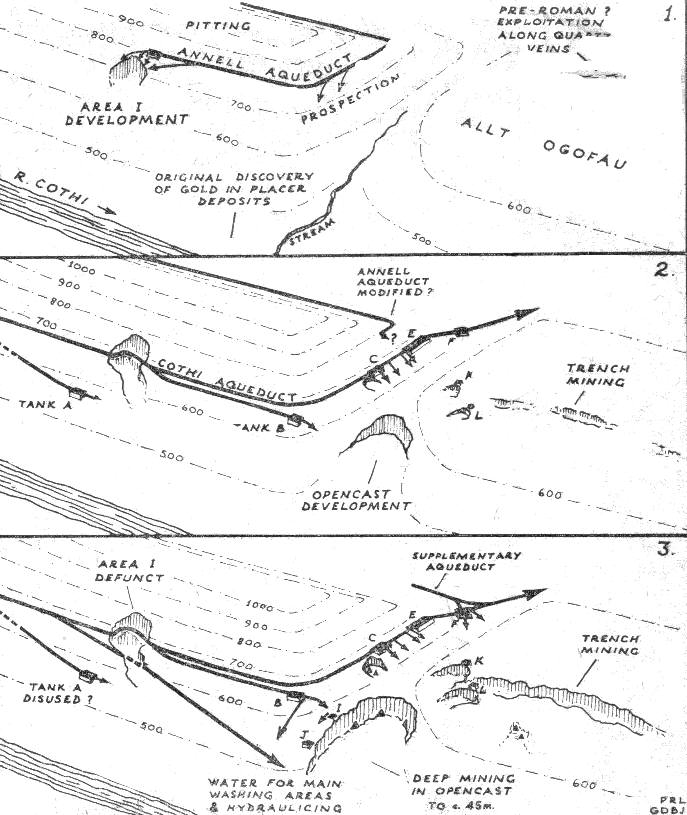
Schema di come si procedeva ad uno scavo minerario-idraulico.

L'invenzione e l'applicazione diffusa di una tecnica di scavo minerario idraulico, secondo la quale un torrente veniva deviato per consentire alla corrente dell'acqua di rivelare/scoprire una vena mineraria. E così grazie alle tecnologie degli ingegneri romani di saper pianificare ed eseguire operazioni minerarie su larga scala, furono estratte grandi quantità di metalli preziosi su scala quasi industriale.
I Romani, soprattutto durante il periodo delle grandi conquiste (II secolo a.C.-I secolo d.C.), raccoglievano un grande volume di acqua in un serbatoio immediatamente sopra l'area interessata. L'acqua veniva, quindi, rilasciata con grande rapidità. L'onda che colpiva l'area, puliva il terreno fino alla "nuda" roccia. Le "vene" d'oro dello strato roccioso del sottosuolo erano poi lavorate usando un certo numero di tecniche, e ancora l'acqua era utilizzata per ripulire il tutto dai detriti.
Possiamo osservare un esempio di questa tecnica in Hispania a Las Médulas e nell'area circostante. Qui lo scenario mostra un'azione simile ad un calanco su vasta scala, generato da un dilavamento delle acque su rocce ricche di giacimenti d'oro. Las Medulas, ora patrimonio dell'umanità (UNESCO), mostra i resti di almeno sette grandi acquedotti lunghi fino a 30 miglia, utilizzati per convogliare grandi quantità di acqua nel sito. Ecco come ci descrive il tutto Plinio il Vecchio nella sua Naturalis Historia, quando lo stesso fu procuratore della Hispania Tarraconensis:
(Plinio il Vecchio, Naturalis Historia, XXXIII, 70.)
Plinio affermò anche che 20.000 libre d'oro venivano estratte ogni anno. 60.000 lavoratori liberi vennero impiegati in scavi che produssero 5 milioni di libre nel corso dei 250 anni di attività della miniera (corrispondenti a 1.635.000 kg d'oro). La stessa tecnica fu utilizzata anche ad esempio a Dolaucothi nel Galles del Sud, l'unica miniera d'oro romana conosciuta in Gran Bretagna.
|         | Produzione mondiale | Commento |
| Ferro   | 82,500 t            | Basata su una "stima conservativa" di produzione di ferro a 1.5 kg pro capite, assumendo una popolazione complessiva di 55 milioni |
| Rame    | 15,000 t            | La più grande produzione pre-industriale |
| Piombo  | 80,000 t            | La più grande produzione pre-industriale |
| Argento | 200 t               | Al suo culmine attorno alla metà del II secolo, le scorte dei Romani sono state stimate in 10,000 t, da cinque a dieci volte più grandi della produzione combinata di argento del Medioevo europeo e del Califfato abbaside attorno all'800 d.C.. |
| Oro     | 9 t                 | Produzione in Asturia, Callaecia e Lusitania (tutti nella penisola iberica) |

Il combustibile di gran lunga più comune per la fusione e le operazioni di forgiatura, nonché ai fini del riscaldamento, era il legno, ma soprattutto il carbone, che risulta due volte più efficiente. In aggiunta, il carbone veniva estratto in alcune regioni in misura molto elevata: non a caso quasi tutti i giacimenti della Britannia romana cominciarono ad essere sfruttati ampiamente sin dalla fine del II secolo, sviluppando di conseguenza un crescente commercio dello stesso attraverso il canale della Manica, fino alla vicina Gallia. In Renania erano invece presenti giacimenti di carbone bituminoso, utilizzato soprattutto per la fusione dei minerali ferrosi.
La produzione mondiale di piombo, misurato attraverso il carotaggio nel di ghiaccio della Groenlandia, ebbe un picco nel I secolo d.C, dopo un forte calo come mostra sotto questo grafico:

La produzione mondiale poté sorpassare i livelli produttivi della Civiltà romana solo alla metà del XVIII secolo, all'inizio della rivoluzione industriale.

### Produzione artigianale

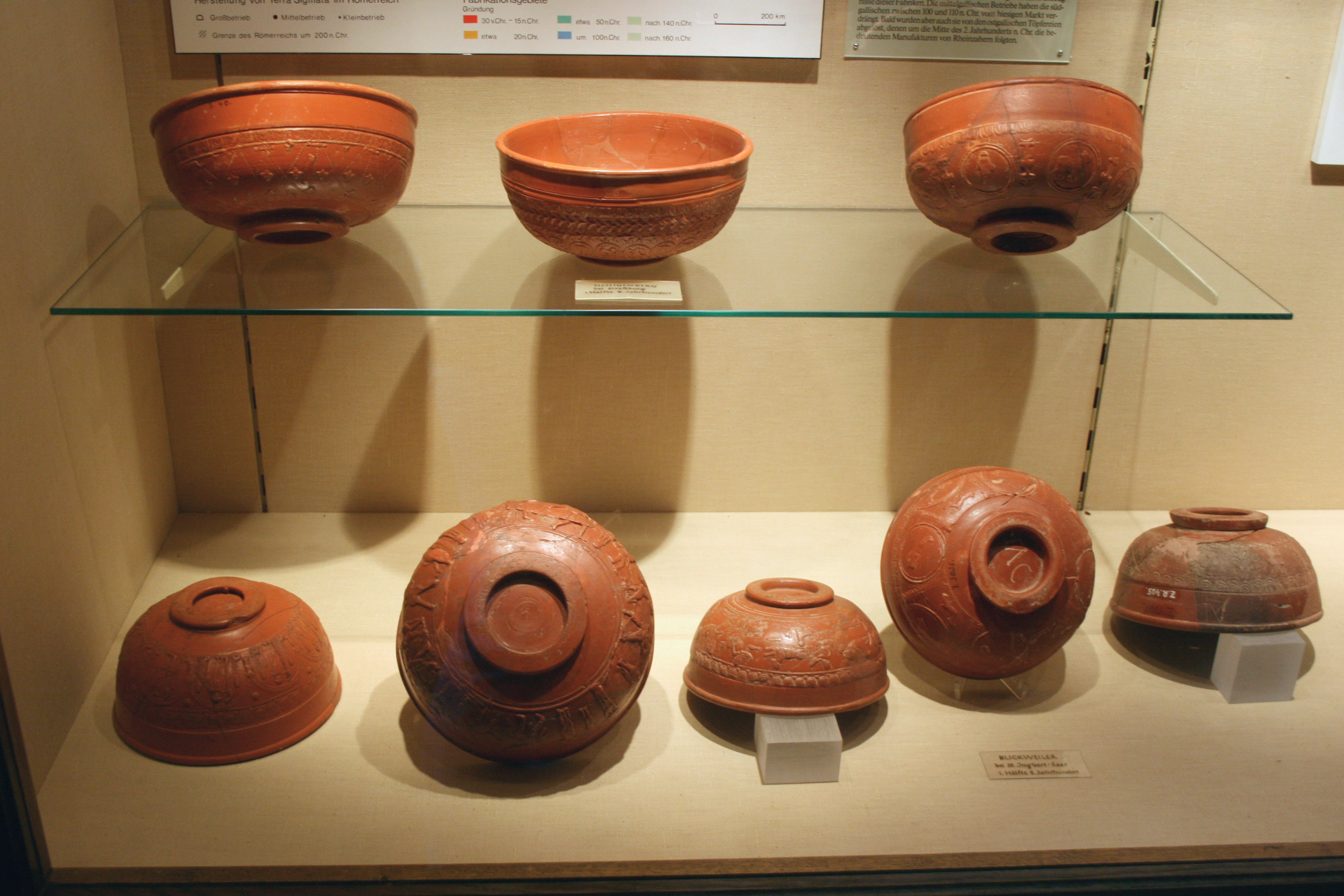
Esempi di terra sigillata dal forte militare romano di Saalburg, lungo il limes germanico-retico.

La maggior parte della popolazione del mondo romano viveva in condizioni di povertà, con una parte insignificante della popolazione impegnata nel commercio, essendo molto più povera della classe dominante dei proprietari terrieri. La produzione industriale risultò, inoltre, minima, poiché pochi potevano permettersi di mettere sul mercato i loro prodotti. Il progresso tecnologico risultò, pertanto, gravemente ostacolato da questo fatto. L'urbanizzazione nella parte occidentale dell'impero risultò anche questa molto ridotta a causa della povertà della regione. I centri principali sorsero attorno ai centri amministrativi e militari (es. fortezze legionarie).
Vi è da aggiungere che al posto di utilizzare una miglior tecnologia, si preferiva utilizzare come mezzo di produzione primaria la forza lavoro servile a basso costo.
Un esempio di produzione pre-industriale fu, invece, quella delle ceramiche fini da mensa (ceramica sigillata), vista l'ampia diffusione di questa ceramica e la sua produzione per l'esportazione organizzata da veri e propri imprenditori, con la possibilità di conoscerne i nomi e la posizione sociale per mezzo dei bolli impressi sui vasi. Ciò contribuì ad ampliare le nostre conoscenze sull'intera economia del mondo antico.
Tra i prodotti proto-industriali della ceramica sigillata (soprattutto vasellame da cucina e lampade ad olio), o primi furono realizzati inizialmente in Italia (in particolare ad Arezzo). La produzione toscana verrà poi soppiantata nel corso del I secolo d.C. da quella della Gallia meridionale e, infine, africana.

### Commercio

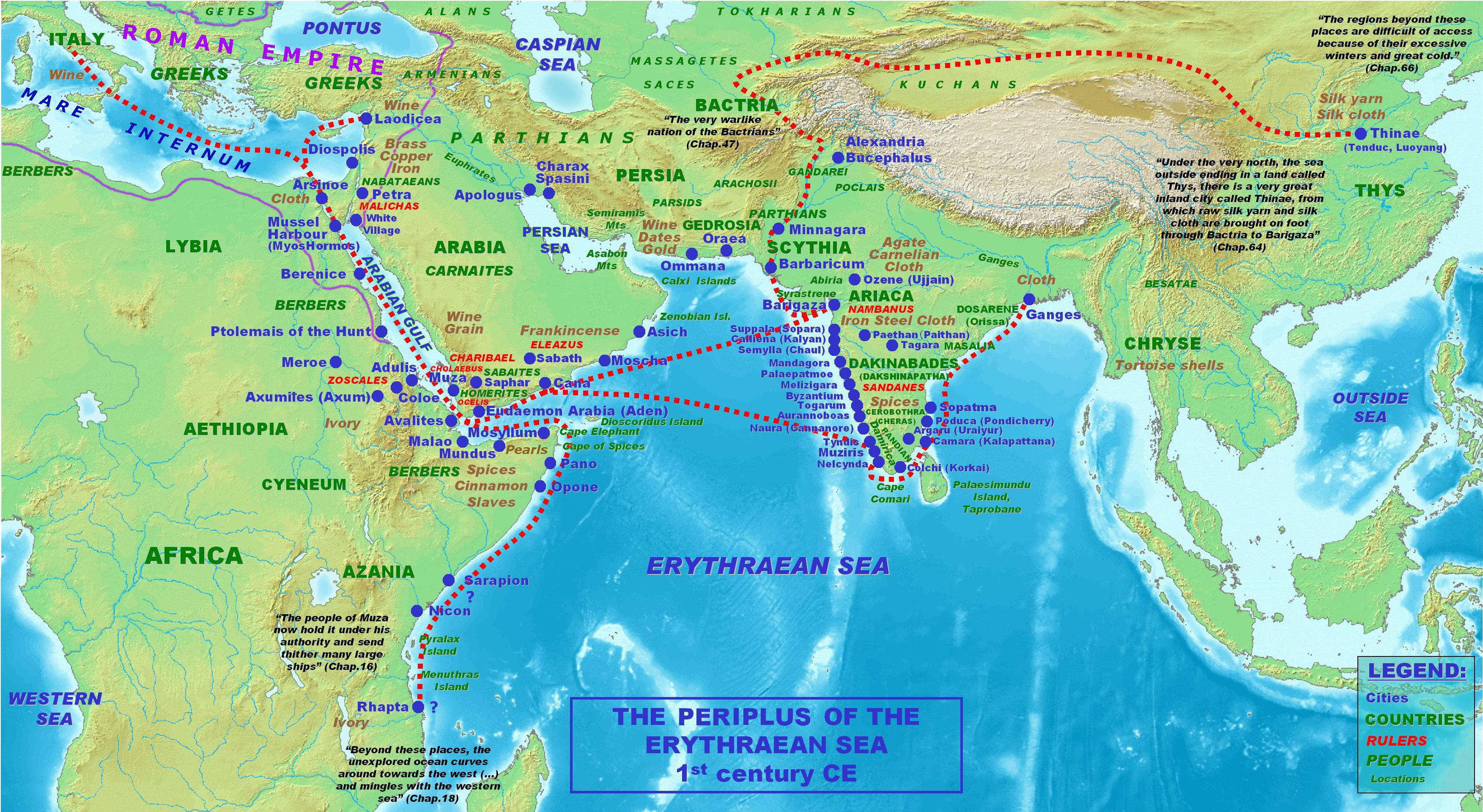
Commercio romano con l'India secondo il Periplus maris erythraei, I secolo

Secondo le testimonianze archeologiche ci fu un forte aumento del volume degli scambi commerciali a lunga distanza in epoca ellenistica e al principio dell'Imperio romano, seguita poi da una forte diminuzione. Ciò è evidenziato nei dati archeologici relativi al numero di relitti trovati nel mare Mediterraneo.
Il commercio nella prima età repubblicana non era legato principalmente al bestiame e praticato mediante il baratto (la parola pecunia, moneta, deriva appunto da pecus, bestiame). A Roma i mercati settimanali, in particolare quello del bestiame, si tenevano nell'area del Foro Boario, tra l'Aventino e l'Isola Tiberina. Oltre al mercato del bestiame e delle carni, si svilupparono quello delle erbe (Forum olitorium) e delle "ghiottonerie" (Forum cuppedinis). Infine, con la crescita delle città, a partire dalla metà del III secolo a.C. in poi si diffusero, per lo più in prossimità del foro cittadino, quelli che oggi chiameremmo i "centri commerciali" dell'epoca: i mercati generali (macellum). Questo mercato divenne un modello per molte città romane. Qui venivano convogliate le merci destinate alla vendita: si trattava di un mercato specializzato nella vendita al dettaglio di carne e di pesce, di cui esempi sono quelli di Pozzuoli e di Pompei. Questo spesso ospitava al centro della sua corte interna un bacino o un vivaio per i pesci. Al macellum, inoltre, era possibile trovare anche cibi preconfezionati e verdure "esotiche", o comunque di non facile reperibilità.
Dato che ai senatori era tradizionalmente vietato commerciare, furono proprio i cavalieri a diventare imprenditori, appaltatori e mercanti (negotiatores), specializzati in attività produttive di tipo industriale e mercantile, realizzando alla fine profitti enormi, che consentivano loro di acquistare un prestigio e un'influenza enormi. Molti dei loro affari dipendevano da attività svolte per lo Stato: fornivano vestiario, armi e rifornimenti alle legioni; costruivano strade, acquedotti, edifici pubblici; sfruttavano le miniere; prestavano denaro a interesse (argentari) e riscuotevano le imposte e i vectigalia (pubblicani).
Nella prima età imperiale l'impulso fornito dalla forte urbanizzazione e la sicurezza delle linee di traffico favorirono l'espansione del commercio terrestre e marittimo: a Roma, per esempio, si moltiplicarono le botteghe, le aziende commerciali all'ingrosso e al dettaglio, i depositi, i magazzini, le corporazioni di artigiani e trasportatori. I traffici commerciali si spinsero fino alle coste del Baltico, in Arabia, India e Cina per importare prodotti di lusso e di prestigio a prezzi astronomici (al valore della merce andava infatti aggiunto il costo elevatissimo dei trasporti e una lunga serie di dazi e pedaggi). Per quanto non paragonabile con i concetti moderni, ci fu un costante legame di importazione tramite carovaniere ed il commercio marittimo con le regioni orientali, in particolare l'India e la penisola Arabica, da dove arrivavano incenso, profumi, perle, gemme, spezie, sete, carni e pesci rari, frutta esotica, ebano, unguenti.
Vi era poi un ricco commercio interno, dove vino, olio e grano erano scambiati per la maggiore tra provincia e provincia. A questi si aggiungevano grandi quantità di terra sigillata provenienti soprattutto dall'Italia centrale (Arezzo) e poi dalla Gallia meridionale, ed anche di abbigliamento e stoffe. Frequenti erano anche gli scambi interni di materiali pregiati, come marmi e graniti, anche su lunghe distanze. Ciò risulta particolarmente degno di nota, poiché si trattava di trasporti assai difficili da realizzare.
L'emorragia di monete in metallo prezioso per l'acquisto dei prodotti di lusso finirà, però, per provocare nei secoli successivi gravi conseguenze a livello di bilancio commerciale.

#### Commercio con il settentrione

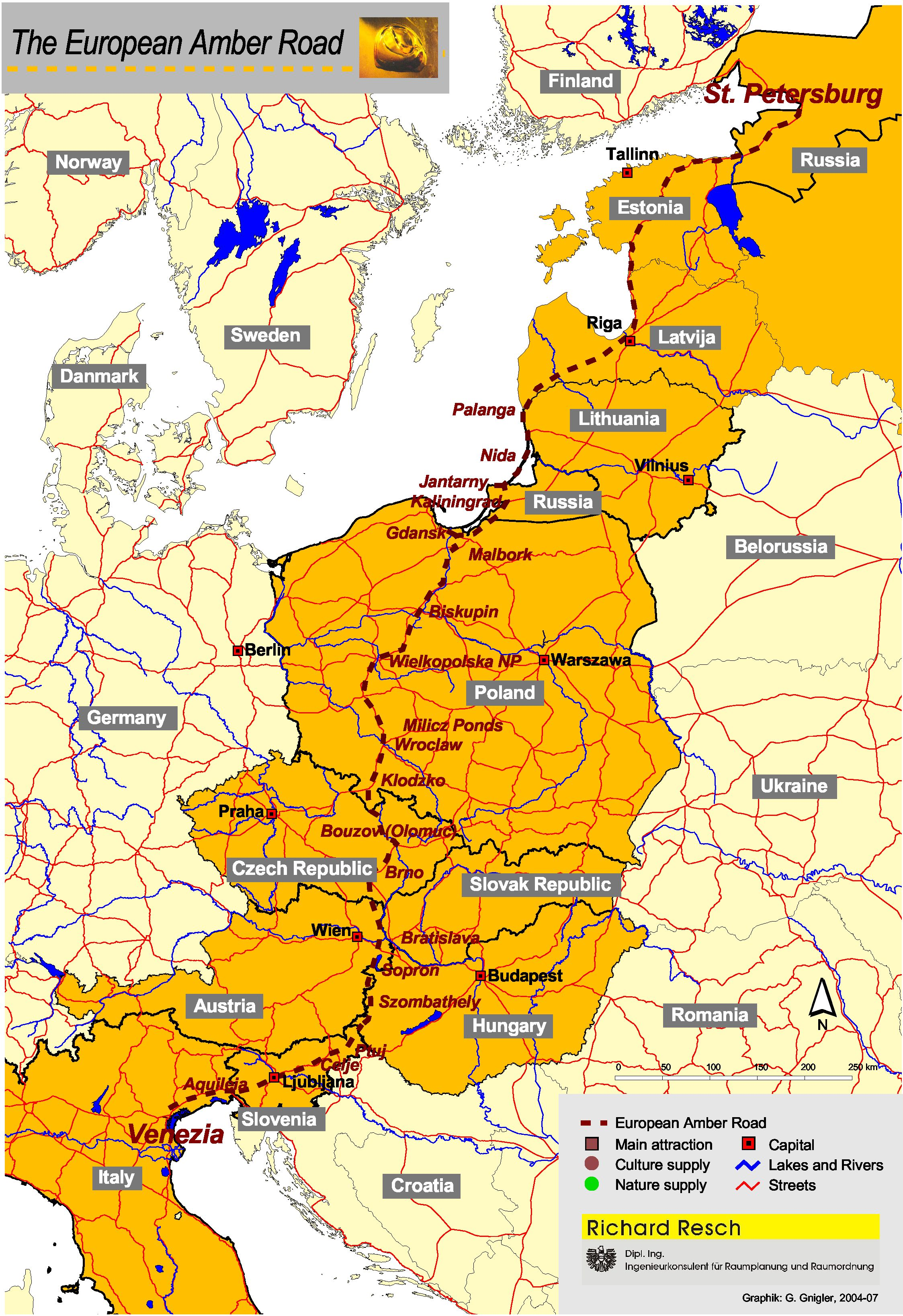
La via dell'ambra.

Frequenti furono gli scambi di merci con i popoli settentrionali, a nord dei confini imperiali di Reno e Danubio, della Germania Magna, di Sarmatia e Scandinavia. Le merci che erano importate dall'Impero romano erano solitamente, grano e bestiame che, secondo lo storico Tacito, era di dimensioni sgradevoli, come pure schiavi, spesso impiegati come guardie del corpo o gladiatori. Durante invece il periodo della tarda antichità erano invice importate pelli e maiali.
Gli scambi con il nord furono rinomati anche per l'importazione di ambra, bene di lusso che giungeva nell'emporio di Aquileia, per poi essere smerciato in Italia ed essere utilizzato qual ornamento in vasi, gioielli e amuleti. Plinio il Vecchio raccontò di una spedizione di un cavaliere romano fino al Mar Baltico al tempo dell'Imperatore Nerone, per procurarsi una grande quantità di ambra. Venivano, inoltre, importate ciocche di capelli biondi, per farne parrucche.
Al contrario venivano esportati in Germania Magna e Scandinavia grandi quantità di terra sigillata, soprattutto della Gallia meridionale e centrale, oltre a vasi in bronzo e vetro, utensili vari, armi d'argento, anelli e tessuti.

#### Commercio con Arabia, India e Cina
Meglio documentato risulta il volume degli scambi con Arabia, India e Cina. La maggior parte delle merci importate da queste regioni erano beni di lusso. Molti prodotti come incenso, spezie, erano conservati a Roma in horrea. Le rotte erano per la maggior parte via terra, ma a partire dal II secolo d.C. furono aperte le rotte anche via mare. Le navi navigavano soprattutto nei mesi di luglio ed agosto attraverso il Mar Rosso, il Golfo di Aden, fino alle coste occidenteli dell'India, grazie ai venti favorevoli nord-est. Da febbraio dell'anno successivo, grazie ai venti sud-ovest facevano ritorno.
Le merci provenienti dalla Cina venivano spesso raccolte nei porti dell'India occidentale, essendo i contatti diretti tra Impero romano e Cina assai rari. Conosciamo di scambi commerciali tra Cinesi e Romani all'epoca dell'Imperatore Marco Aurelio.
Per il trasporto terrestre la città di Palmira svolse un ruolo determinante, lungo importanti vie carovaniere che conducevano a Seleucia sul Tigri, Babilonia, Vologesias e Spasinou Charax fuori.
Le merci importate dall'India erano incenso, spezie, seta, avorio, lana e tessuti. Al contrario, le merci maggiormente esportate erano i prodotti agricoli, come l'olio, le olive, il vino e grano, oltre a ceramica, prodotti in metallo e vetro.

#### Commercio con l'Africa sub-Sahariana

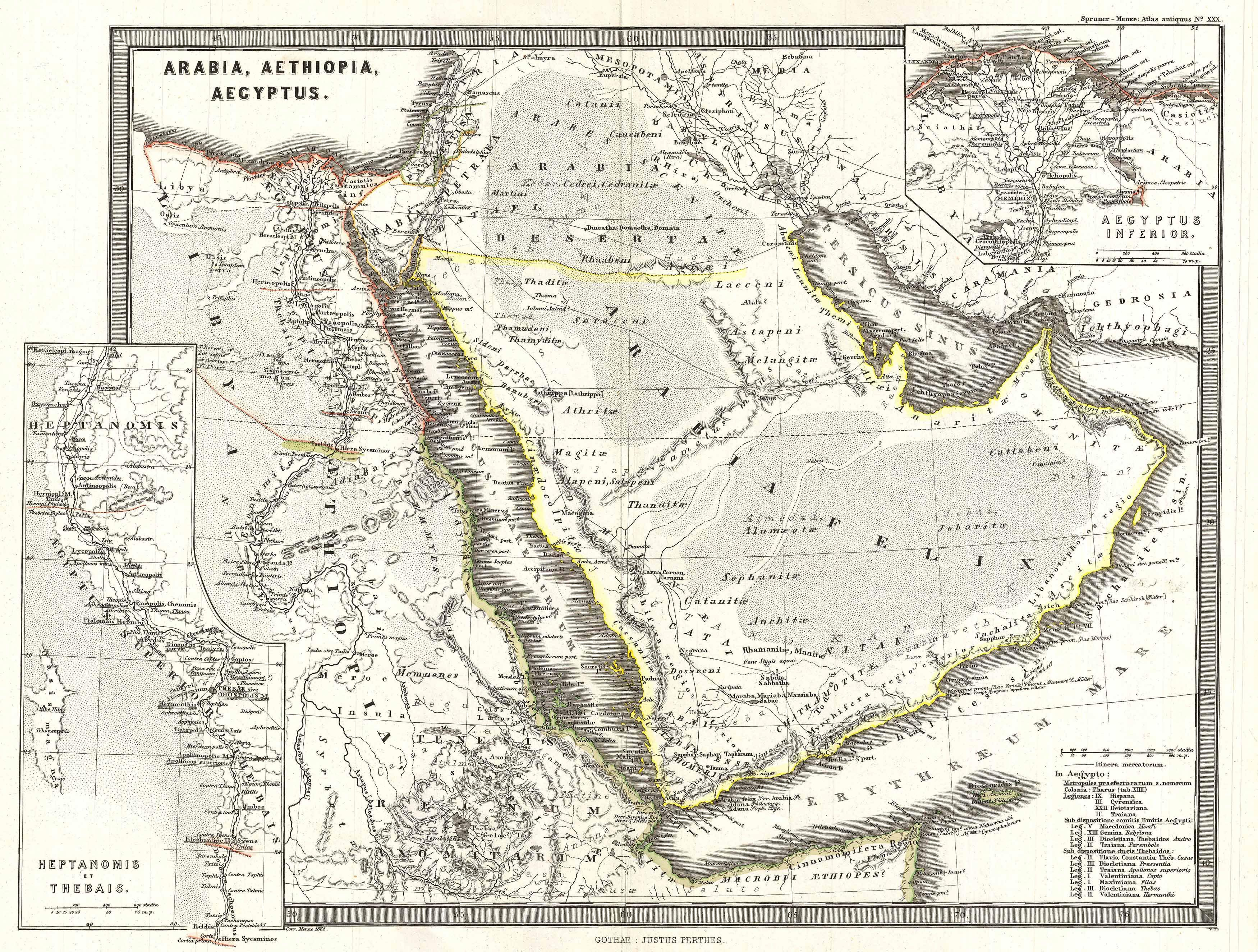
L'area dell'Africa nord-orientale e dell'Arabia che vide varie spedizioni commerciali e militari, susseguirsi per circa un secolo, da Augusto a Nerone.

Al tempo di Augusto, una volta divenuto padrone indiscusso del mondo romano, vennero organizzate numerose campagne militari di pacificazione del fronte africano orientale, anche con scopi esplorativi e commerciali, in un periodo compreso tra il 29 a.C. e l'1 d.C., come è ricordato anche nei Fasti triumphales del periodo:
- Il primo prefetto d'Egitto, Cornelio Gallo, dovette reprimere un'insurrezione nel sud della provincia e condurre un esercito a sud per stabilire un protettorato (una sorta di “zona cuscinetto”), sulle terre comprese tra la prima e la seconda cataratta del Nilo (nel 29 a.C.). Alla fine della campagna militare il prefetto pose la frontiera meridionale a Syene (Assuan) ed affidò ad un tyrannus la Nubia settentrionale (la regione detta Triakontaschoinos) che si estendeva per 300 km a sud (fino quasi a Wadi Halfa).[69]
- Elio Gallo esplorava l'Arabia Felix fino al regno di Saba, nel 25-24 a.C. conducendo un esercito di 10.000 armati fino alla città di Marib (nell'attuale Yemen), lungo le rotte per l'India. E sempre questo stesso anno, l'assenza del Praefectus Alexandreae et Aegypti, impegnato nella penisola arabica, permise che un'invasione del fronte meridionale distruggesse i forti di Siene, Elefantina e File, posti a difesa del confine meridionale della provincia.[70]
- Gaio Petronio si spingeva a sud fino in Etiopia (nel 22-21 a.C.), e qui batteva il popolo dei Nubiani nei pressi di Napata, non riuscendo però ad occupare la capitale Meroe. La spedizione si risolse con un parziale successo: i Nubiani furono sufficientemente scoraggiati dal compiere nuove incursioni nella vicina provincia d'Egitto. Memore dell'invasione che la provincia egiziana aveva dovuto subire pochi anni prima, lasciò a guardia dei confini meridionali un'unità ausiliaria di 500 armati nella fortezza collinare di Primis (Qasr Ibrim) a circa 200 km a sud di Syene ed assorbì la regione chiamata Dodecascheno portando la frontiera fino a Hiera Sykaminos (che qui rimase fino a Diocleziano).[71]
- Il proconsole Publio Sulpicio Quirinio batté il popolo dei Nasamoni costringendoli a pagare un tributo, e quello dei Marmaridi[72] a sud della provincia di Creta et Cyrene attorno al 2 a.C.-1. In seguito a queste operazioni le legioni III e XXII presero l'appellativo di Cyrenaica[73].

Vale la pena ricordare anche una spedizione romana alle fonti del Nilo al tempo di Nerone, nel 62 o 67, per scoprire le fonti del fiume Nilo, ma soprattutto per ottenere informazioni sull'Africa equatoriale e sulle sue possibili ricchezze. La spedizione condusse due legionari lungo il Nilo, fino a Meroe (vicino a Khartum, attuale capitale del Sudan) e poi oltre ancora più a sud. Altre sepdizioni furono condotte per esplorare nuove vie carovaniere per il commercio con l'Africa subsahariana, tra le quali ricordiamo quelle condotte fino al lago Ciad ed al fiume Niger, in un periodo di tempo compreso tra il 19 a.C. e l'86 d.C..

#### Trasporti

##### Terrestri
In quasi tutte le regioni dell'Impero romano era stata costruita una fitta rete stradale. Queste vie di comunicazione erano utilizzate, oltre che per i movimenti delle armate romane, anche dai commercianti. Un uomo poteva trasportare mediamente attorno ai 50 chili su una breve distanza, i cammelli fino a 180 kg e i muli 110 kg anche su lunghe distanze (fino a 45 km).

##### Trasporti fluviali e marittimi

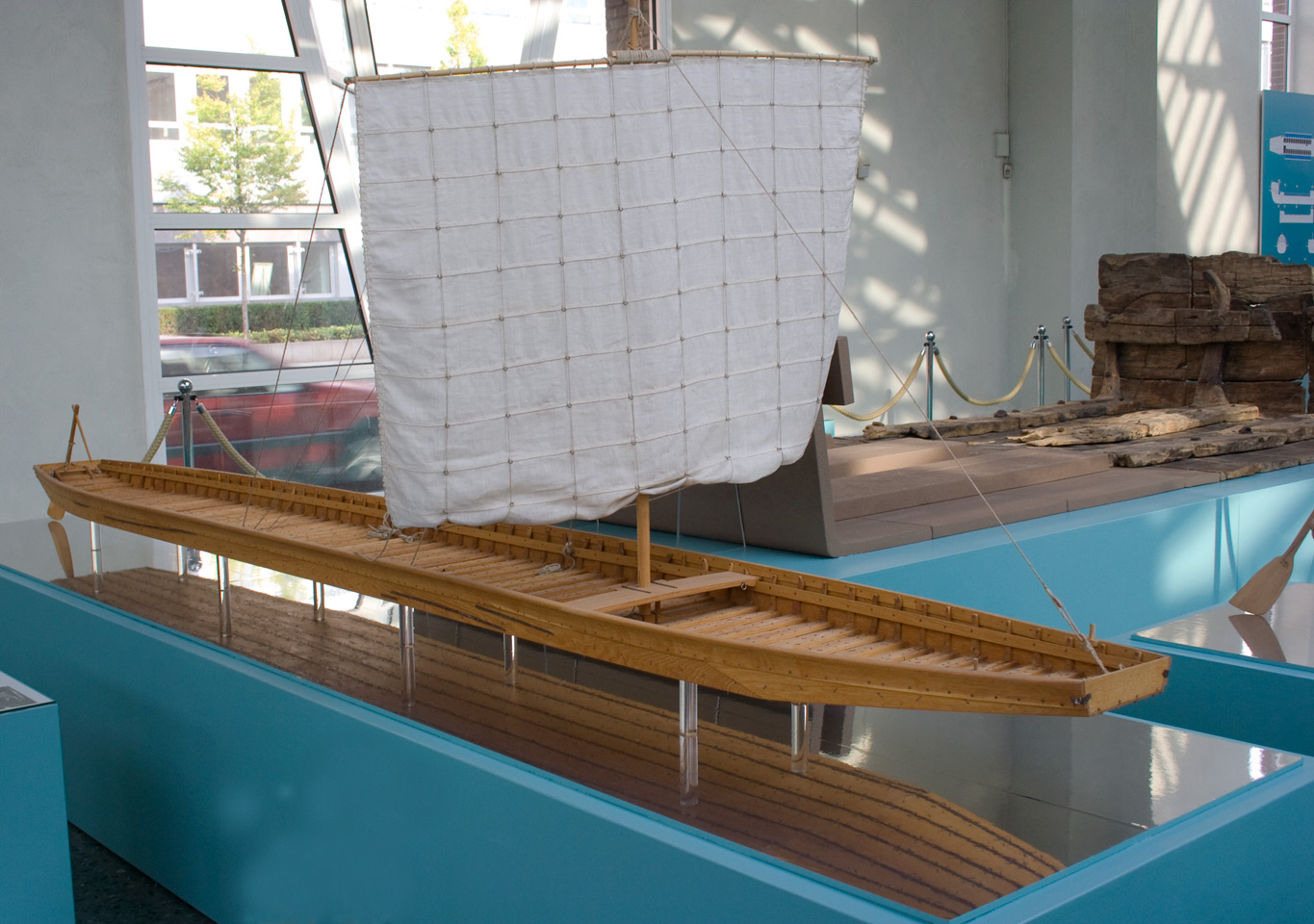
Ricostruzione di una chiatta sul fiume Reno, oggi conservata presso il Museo di Magonza (l'antica fortezza legionaria di Mogontiacum.

Oltre alle numerose strade, anche i fiumi costituivano importanti vie di comunicazioni in epoca romana. Alcune regioni erano particolarmente favorite dagli imponenti sistemi fluviali e di canalizzazione, come in Gallia e Germania, disponendo di una fitta rete di trasporto, quasi perfetta. Altrettanto importante fu il Nilo in Egitto, utilizzato per il trasporto di grandi quantità di frumento. Questo importante alimento veniva trasportato fino alla sua foce, presso Alessandria d'Egitto, dove veniva raccolto in grandi magazzini, per poi essere spedito a Roma via mare, spesso scortato dalla marina militare Alexandrina.
La dimensione delle navi variava notevolmente: vi erano imbarcazioni molto piccole come le canoe, fino a grandi chiatte fluviali. Ad esempio, su una chiatta del Reno (lunga fino a 30 metri) era possibile trasportare fino a 100 tonnellate di merci, mentre la maggior parte delle imbarcazioni fluviali ne poteva trasportare fino a 35 tonnellate.
Riguardo invece ai costi del trasporto, sappiamo che il trasporto fluviale era molto più redditizio rispetto a quello di terra, sebbene il più conveniente fosse quello via mare. Le grandi navi marittime erano di dimensioni spesso imponenti. Per trasportare il gigantesco obelisco oggi in Piazza San Pietro a Roma, la nave utilizzata aveva una capacità di carico pari a 1.300 tonnellate. La media di carico per imbarcazioni marittime era invece di 100-450 tonnellate.
Vi è, infine, da aggiungere che la maggior parte dei commercianti non disponeva di una propria imbarcazione, che era spesso presa in affitto, interamente o per una sua parte insieme ad altri commercianti. Considerato poi l'elevato rischio delle traversate marittime, a causa delle frequenti tempeste e dei pirati, i prestiti in questo settore potevano essere ottenuti solo pagando alti tassi di interesse, mediamente pari al 30/33%.

#### Mercatores,negotiatorese luoghi di mercato

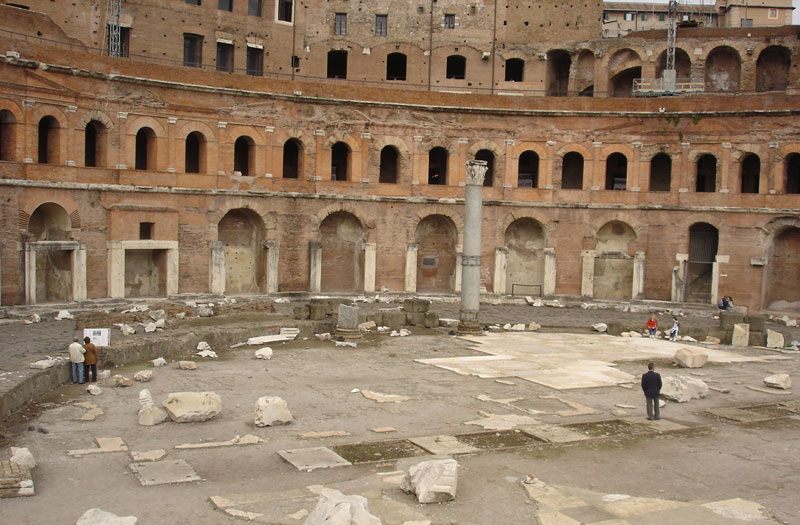
I mercati di Traiano a Roma.

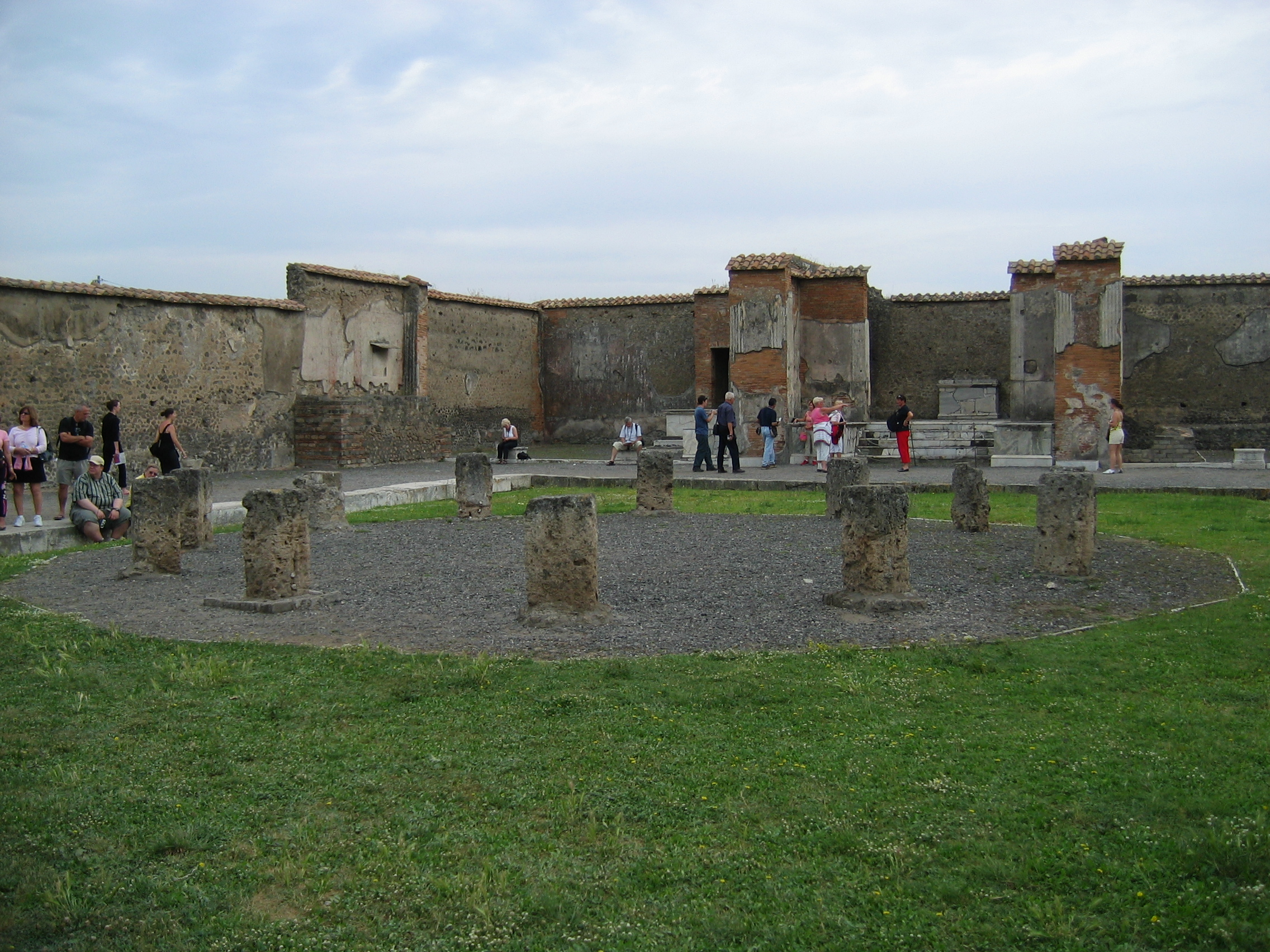
Il macellum di Pompei.

Rivenditori e commercianti avevano ruoli differenti: c'erano i piccoli commercianti (denominati mercatores), che spesso vendevano i prodotti da loro realizzati, come il saponarius (che produceva e vendeva il sapone) o il vascularius (produttore e distributore di contenitori metallici). Essi vendevano i loro prodotti soprattutto nel mercato cittadino o nei vicini villaggi, dove erano tenute delle fiere (πανηγύρεις) più volte al mese. Su questi prodotti veniva applicata una tassa sul venduto, per la verità non molto elevata (0,5%).
I mercati venivano costituiti spesso all'aperto, talvolta in edifici coperti come i mercati di Traiano a Roma o il cosiddetto macellum (mercato specializzato nella vendita al dettaglio di carne e di pesce), costruiti per ricchi mercanti.
Vi erano, inoltre, mercanti che vendevano grandi quantità di merci tra province (negotiatores), nei mercati o nei negozi. I negotiatores erano spesso obbligati ad utilizzate rotte via mare, affittando delle imbarcazioni, per minimizzare i rischi. Questi mercanti entravano spesso in contrasto con i piccoli commercianti locali, raggruppati in associazioni professionali (collegia o corpora).
| Luoghi di mercato. | Luoghi di mercato. | Luoghi di mercato. | Luoghi di mercato. | Luoghi di mercato. | Luoghi di mercato.                 | Luoghi di mercato.               |
| Immagine           | Valore             | Dritto | Rovescio | Datazione          | Peso; diametro                     | Catalogazione                    |
| ------------------ | ------------------ | --- | --- | ------------------ | ---------------------------------- | -------------------------------- |
|                    | dupondio           | NERO CLAVDIUS CAESAR AVG GER P M TR P IMP P P, testa laureata di Nerone verso destra, con un globo alla base del busto; | MAC AUG S-C, facciata del macellum Magnum costruito da Nerone, una statua di fronte alla base di un'entrata a quattro colonne cilindrica, nella parte alta una struttura a tre colonne sormontata da una cupola conica; portico a due ordini da entrambe le parti (sinistra-destra). | 65                 | 14.60 gr, 7 h (zecca di Lugdunum); | RIC I 402; BMCRE 336; Cohen 129. |

### Servizi vari

#### Banche
Il banchiere dell'epoca romana risalirebbe al 250 a.C. durante le guerre contro i Sanniti. Si trattava degli argentarii. Oltre a dedicarsi ad operazioni bancarie e creditizie potevano operare vere e proprie speculazioni finanziarie. Questi antichi banchieri erano lavoratori privati non sottoposti al controllo dello stato che esercitavano il loro mestiere nelle tabernae del foro, in negozi o in banchi di proprietà statale dove prevalentemente si occupavano del cambio della moneta.
A testimonianza dell'importanza della loro professione diversi luoghi della Roma antica erano a loro intitolati come l'Arco degli Argentari, vicino al preesistente Arco di Giano. Il nuovo arco, dove erano le tabernae (uffici) degli argentari, fu da loro eretto assieme ai commercianti di buoi del Foro Boario nel 204 a.C. in onore dell'imperatore e dei suoi figli. Anche la strada che collegava il Foro al Campo Marzio era chiamata Clivus Argentarius e nel foro di Cesare sorgeva una Basilica Argentaria.

#### Prostituzione

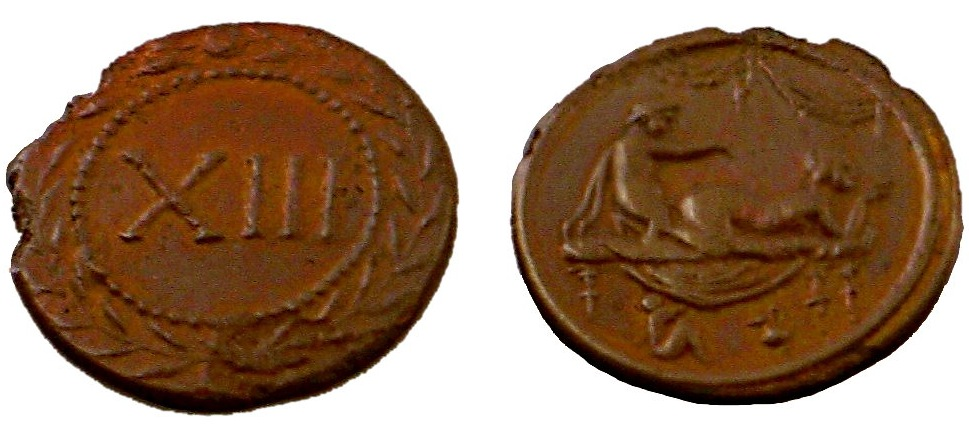
Un esempio di spintria, gettone romano, in genere usato per pagamenti in un bordello (lupanare), su cui usualmente erano raffigurati atti o simboli sessuali.

Per molte donne, in alcuni rari casi anche per gli uomini, la prostituzione era l'unico modo per sfuggire alla povertà. Spesso anche gli schiavi erano state costretti a prostituirsi. Numerose sono le iscrizioni che riportano di un calmiere di prezzi applicato alle prestazioni di prostitute. Sono noti anche i nomi di protettori o tenutari di bordello.
Le zone in Roma dove erano più diffusi i bordelli erano la Suburra, abitata dalla plebe, o i luoghi circostanti il Circo Massimo: «per andare al circo occorre passare dal bordello» si lamentava il cristiano Cipriano. Proprio in quella zona, vicina al palazzo imperiale, la moglie dell'imperatore Claudio, Messalina, aveva la sua cella riservata dove a buon prezzo si prostituiva con lo pseudonimo di Lycisca, finché «esausta per gli amplessi, ma mai soddisfatta, rincasava: con le guance orribilmente annerite e deturpata dalla fuliggine delle lampade, portava la puzza di bordello nel letto dell'imperatore».
Per evitare «il volgare e sudicio bordello» i romani più ricchi si facevano venire le prostitute in casa ma vi erano anche locali per gli uomini "migliori" come il lupanare costruito sul Palatino, di proprietà dell'imperatore Caligola, dove esercitavano donne di classe e fanciulli liberi le cui prestazioni venivano pubblicizzate al foro da un dipendente imperiale che «invitava giovani e vecchi a soddisfare le loro voglie» Sappiamo inoltre che Caligola mise una tassa sulla prostituzione.

#### Spettacoli

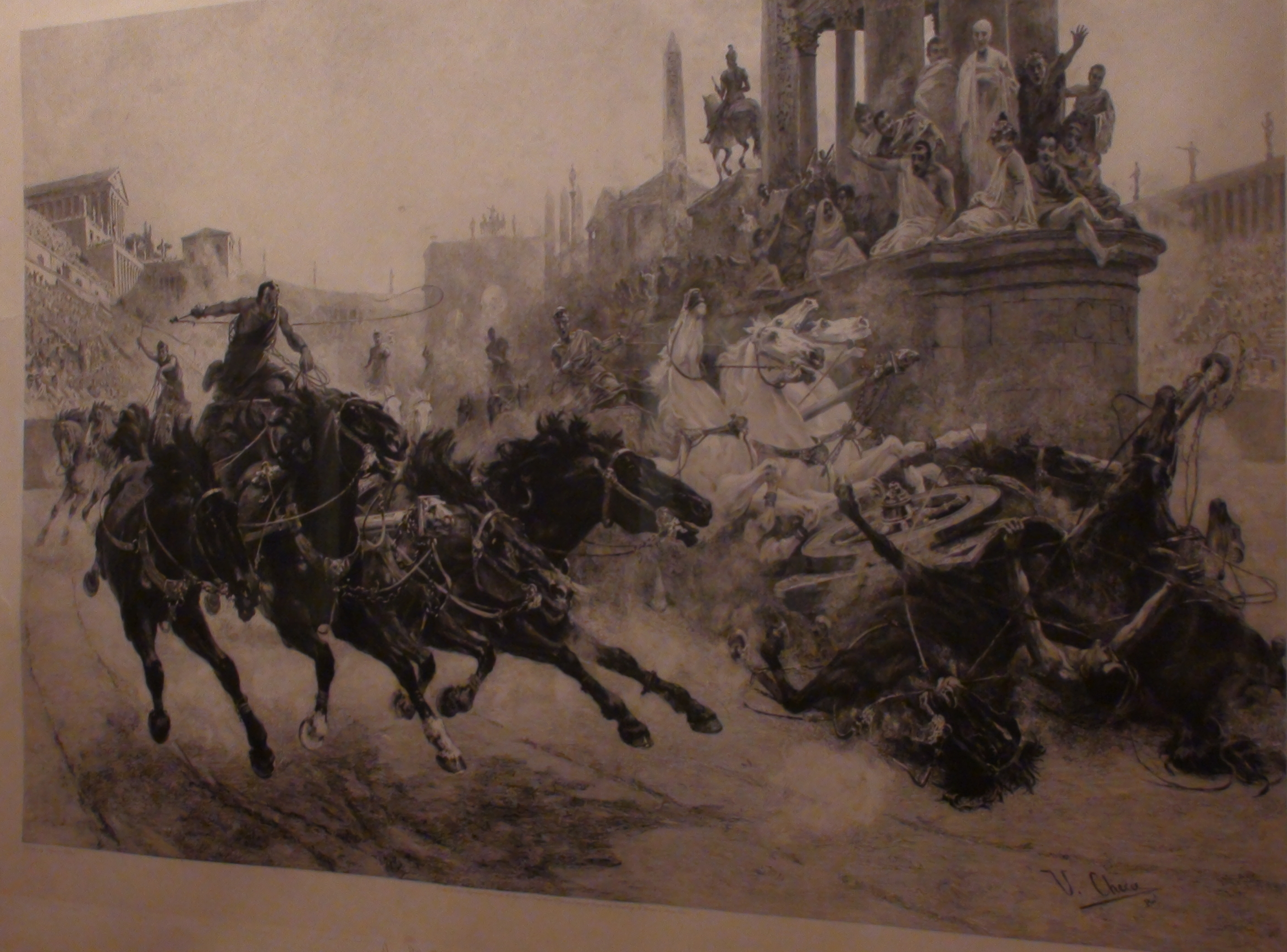
Ricostruzione immaginaria delle corse in un circo dell'antica Roma.

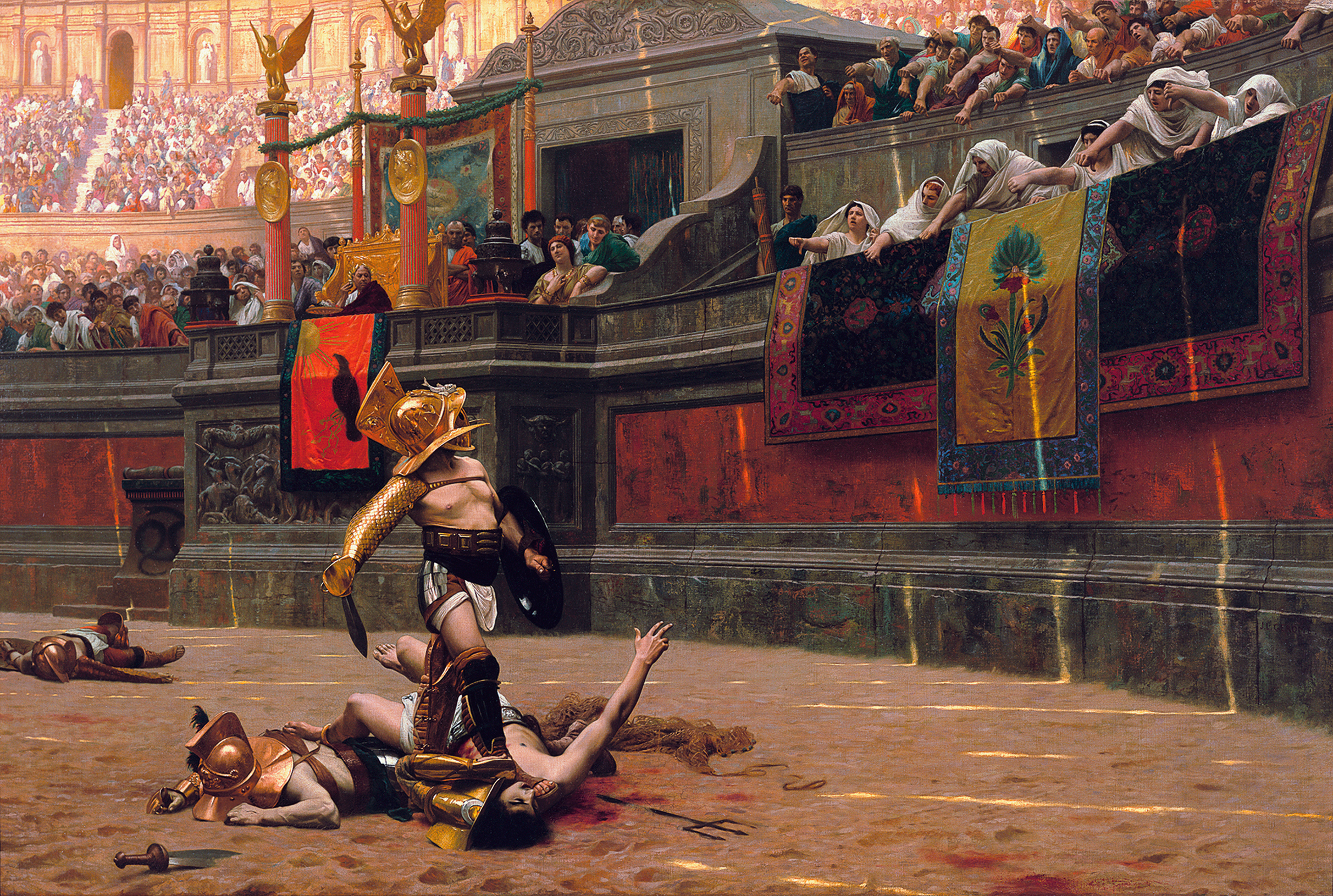
"Pollice verso" di Jean-Léon Gérôme, 1872, il quadro all'origine dell'equivoco gestuale.

La classe dirigente romana considerava infatti suo compito primario quello di distribuire alimenti una volta al mese al popolo (congiaria) e di distrarlo e regolare il suo tempo libero con gli spettacoli gratuiti offerti (panem et circenses) nelle festività religiose o in ricorrenze laiche.
Quando l'imperatore appariva nel circo, nell'anfiteatro o nel teatro, la folla lo salutava levandosi in piedi e agitando fazzoletti bianchi, omaggiandolo e manifestandogli la propria presenza e la compartecipazione emotiva, quasi religiosa, al suo assistere allo stesso spettacolo che si svolgeva alla vista comune. Di questa folla di spettatori che avevano la fortuna «di vedere il principe in persona in mezzo al suo popolo» l'imperatore ne faceva anche uno strumento di potere politico forgiando, con il suo rapporto diretto con la folla negli spettacoli, quell'opinione pubblica che, in assenza degli antichi Comizi e dell'autonomia del Senato, non aveva più modo di esprimersi.
Gli spettacoli quindi rafforzavano il potere politico del principe e insieme salvaguardavano ciò che rimaneva della religione tradizionale. Gli spettacoli, in una popolazione dove 150.000 vivevano senza lavorare a spese dello Stato e dove quelli che avevano un'occupazione avevano metà della giornata libera da impegni, anche, forzatamente, da quelli politici, servivano a occupare il tempo libero e a distrarre e incanalare le passioni, gli istinti, la violenza.

#### Tabernae
Le tabernae rivoluzionarono l'economia di Roma perché rappresentavano le prime rivendite al dettaglio all'interno delle città, che significava la prima voce di crescita ed espansione dell'economia. Nelle tabernae veniva venduta una gran varietà di prodotti agricoli o artigianali come frumento, pane, vino, gioielli ed altro. È verosimile pensare che la taberna era anche il luogo dove venivano liberamente distribuiti al pubblico vari tipi di cereali. Inoltre venivano utilizzate dai liberti per risalire la scala sociale attraverso l'esercizio di un'attività lucrativa. Sebbene quest'attività non era molto considerata nella cultura romana, il liberto la utilizzava per raggiungere una stabilità finanziaria e sperare di acquisire forme di influenza all'interno dei governi locali.

## Spesa pubblica, monetazione e tassazione

### Uscite statali
Gran parte dell'economia dell'età imperiale era caratterizzata dall'afflusso di derrate alimentari e merci provenienti dalle varie province verso l'esercito permanente e la capitale Roma, che rimase sempre essenzialmente la città dei consumi (eccettuata qualche fabbrica di manufatti).
Si potrebbe sostenere che tutta l'organizzazione politica dell'Impero era modulata sulla duplice esigenza di rifornire di frumento la capitale e le legioni di stanza ai confini. Anche l'esercito permanente, infatti, rappresentava un incentivo importante per la produzione e la circolazione di beni: oltre ad assorbire gran parte del bilancio dell'Impero (come vedremo in seguito), con le sue esigenze e la capacità di spesa dei soldati attirava grandi quantità di derrate e manufatti dalle coste del Mediterraneo, dove si trovavano i maggiori centri di produzione, verso le frontiere.

#### Esercito romano
Il costo dell'esercito romano fu aggravato inoltre dall'uso invalso da Claudio in poi di gratificare i soldati con un donativo per assicurarsene la fedeltà al momento dell'ascesa al trono e in situazioni delicate. Se aggiungiamo alle spese necessarie e inevitabili gli sprechi nella gestione della corte, si capisce come lo stato delle finanze fosse in genere alquanto precario. La decisione di Augusto di consolidare l'Impero, assicurandogli confini naturalmente sicuri e compattezza interna, invece che di estendere le frontiere, dipese anche dal fatto che l'imperatore si era reso conto che le risorse erano limitate e non in grado di sostenere eccessivi sforzi espansionistici..
L'impatto dei costi di un esercito tanto vasto come quello romano (da Augusto ai Severi) sull'economia imperiale può misurarsi, seppure in modo approssimativo, come segue:
| Data | Impero popolazione | Impero PIL (milioni di denarii)(a) | Effettivi esercito | Costo dell'esercito (milioni di denarii)(a) | Costo dell'esercito (% del PIL) |
| --- | ------------------ | ---------------------------------- | ------------------ | ------------------------------------------- | ------------------------------- |
| 14 d.C. | 46 milioni         | 5.000                              | 260.000            | 123                                         | 2.5%                            |
| 150 d.C. | 61 milioni         | 6.800(b)                           | 383.000            | 194(c)                                      | 2.9%                            |
| 215 d.C. | 50 milioni(d)      | 5.435(b)                           | 442.000            | 223(c)                                      | 4.1%                            |
| Note: (a) Valore costante al 14 d.C. espresso in denarii, slegato da aumenti della paga militare per compensare la svalutazione monetaria (b) nell'ipotesi di una crescita trascurabile del PIL pro capite (normale per un'economia agricola) (c) Duncan-Jones costi degli anni 14-84, inflazionati dall'aumento dell'esercito, ipotizzando anche bonus pagati agli ausiliari dopo l'84 (d) ipotesi di un declino del 22.5% nella popolazione, dovuto alla peste antonina degli anni 165-180 (media tra il 15-30%) |                    |                                    |                    |                                             |                                 |

Il costo dell'intero esercito crebbe moderatamente come % del PIL tra il 14 ed il 150 d.C., malgrado un incremento degli effettivi di circa il 50%: da 255.000 armati circa del 23 a 383.000 sotto Adriano, fino ad arrivare alla morte di Settimio Severo nel 211 a 442.000 soldati circa, questo perché la popolazione dell'impero, e quindi il PIL totale, aumentò sensibilmente (+35% ca.). Successivamente la percentuale del PIL dovuta alle spese per l'esercito crebbe di quasi la metà, sebbene l'aumento degli effettivi dell'esercito fu solo del 15% ca. (dal 150 al 215). Ciò fu dovuto principalmente alla peste antonina, che gli storici epidemiologici hanno stimato aver ridotto la popolazione dell'impero tra il 15% ed il 30%. Tuttavia, anche nel 215 i Romani spendevano una percentuale sul PIL simile a quella che oggi spende la difesa dell'unica superpotenza globale, gli Stati Uniti d'America, (pari al 3,5% del PIL nel 2003). Ma l'effettivo onere dei contribuenti, in un'economica pressoché agricola con una produzione in eccedenza veramente limitata (l'80% della popolazione imperiale dipendeva da un'agricoltura di sussistenza ed un ulteriore 10% dal reddito di sussistenza), era certamente molto più gravoso. Infatti, uno studio sulle imposte imperiali in Egitto, la provincia di gran lunga meglio documentata, ha stabilito che il gravame era piuttosto pesante.
Le spese militari costituivano quindi il 75% ca. del bilancio totale statale, in quanto poca era la spesa "sociale", mentre tutto il resto era utilizzato in progetti di prestigiose costruzioni a Roma e nelle province; a ciò si aggiungeva un sussidio in grano per coloro che risultavano disoccupati, oltre ad aiuti al proletariato di Roma (congiaria) e sussidi alle famiglie italiche (simile ai moderni assegni familiari) per incoraggiarle a generare più figli. Augusto istituì questa politica, distribuendo 250 denari per ogni bambino nato. Altri sussidi ulteriori furono poi introdotti per le famiglie italiche (Institutio Alimentaria) dall'imperatore Traiano.

#### Città di Roma:panem et circenses
| Traiano: Æ Sesterzio                                                                                     | Traiano: Æ Sesterzio |
| --- | --- |
| | |
| IMP CAES NERVAE Traiano AUG GER DAC P M TR P COS V P P, testa laureata a destra con drappeggo su spalla; | S P Q R OPTIMO PRINCIPI, l'Abundantia (o l'Annona) in piedi a fianco di due bambini che presenta a Traiano, seduto su una sedia curule (Institutio Alimentaria); ai lati la scritta S C; ALIM ITAL in esergo. |
| 30 mm, 26.86 gr, 6 h, coniato nel 103 nella zecca di Roma.                                               | |

Nell'Urbe all'inizio dell'epoca imperiale abitavano, infatti, centinaia di migliaia di ex contadini e piccoli proprietari terrieri che avevano finito per abbandonare le proprie terre a causa del prolungato servizio nelle legioni, che aveva impedito loro di continuare a lavorare con profitto i piccoli appezzamenti di terreno che possedevano. Tale moltitudine di persone era diventata, ormai, una massa di manovra dei capi politici più ambiziosi, che cercavano di ottenerne il favore o di mitigarne il risentimento attraverso le pubbliche elargizioni di grano (panem). Al tempo del proprio splendore Roma, popolata da circa un milione di persone (di cui un terzo erano schiavi), giunse ad importare fino a 3,5 milioni di quintali di frumento ogni anno, per l'epoca quantità astronomica: almeno tra le 200 e le 300 000 persone vivevano grazie alle distribuzioni gratuite di frumento (ed in un secondo tempo, di pane, olio di oliva, vino e carne di maiale), quindi, calcolando le famiglie degli aventi diritto, si può sostenere che tra un terzo e la metà della popolazione dell'Urbe vivesse a carico dello Stato (la chiamavano la "plebe frumentaria").
La gestione del complesso dei servizi finalizzati al vettovagliamento di Roma era affidata a una magistratura apposita, la prefettura dell'annona, riservata a una persona di rango equestre, che era una delle cariche più importanti dell'amministrazione imperiale. L'immensa quantità di frumento importato da Roma proveniva da una pluralità di province: Sicilia, Sardegna, province asiatiche e africane, ma il perno dell'approvvigionamento era costituito dall'Egitto, che soddisfaceva oltre metà del fabbisogno. Per quanto riguarda gli altri generi alimentari solitamente dati in queste donazioni, l'olio veniva, invece, fatto affluire dalla Betica (l'attuale Andalusia), mentre il vino dalla Gallia. Passati i secoli di splendore, Roma e la plebe frumentaria diventeranno un peso sempre più opprimente per l'economia dell'Impero.

#### Opere pubbliche a Roma e nelle province

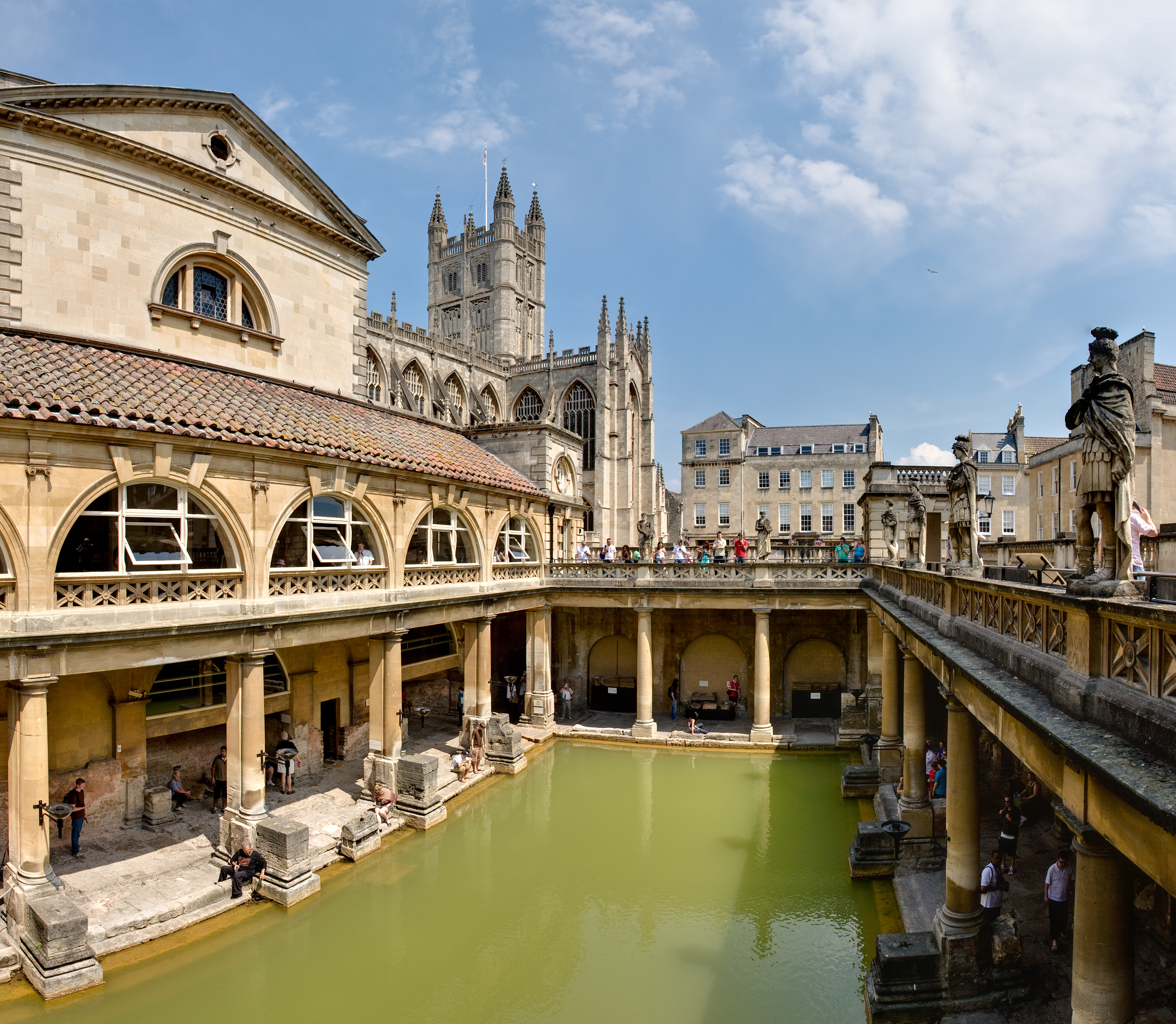
Interno delle terme romane di Bath

Fu soprattutto al tempo di Augusto e poi durante il cosiddetto "secolo d'oro" (II secolo d.C.) dell'Impero, caratterizzata per lo più da pace, che gli Imperatori romani misero in atto una serie di grandi opere pubbliche (strade, ponti, acquedotti, fognature, templi, fori, basiliche, curie, terme, anfiteatri, portici, giardini, fontane, archi di trionfo) di grande utilità sia per la popolazione di Roma sia per quella provinciale.
Basterebbe ricordare che Augusto dispose la costruzione di numerose opere di pubblica utilità o il loro restauro:
- la ristrutturazione della Curia (sede del senato) e del Tempio di Giove Ottimo Massimo sul Campidoglio;
- la costruzione di un nuovo foro accanto a quello di Gaio Giulio Cesare (il Foro di Augusto), numerosi nuovi templi (come quelli dedicati ad Apollo e al padre adottivo, il Divo Giulio, oltre al Pantheon costruito tra il 27-25 a.C.), al Teatro di Marcello (terminato nell'11 a.C.), alle Terme di Agrippa agli acquedotti Aqua Julia (costruito da Marco Vipsanio Agrippa nel 33 a.C.), Aqua Virgo (del 19 a.C.) e Aqua Alsietina (del 2 a.C.), ad un nuovo ponte sul Tevere fatto costruire da Agrippa;
- la ricostruzione della Basilica Giulia nel 12 d.C., ora ampliata dopo un incendio;
- il permesso di costruire il primo anfiteatro in pietra a Statilio Tauro oltre al Teatro di Balbo;
- il tempio di Giove Tonante sul Campidoglio;
- numerosi monumenti in tutte le province imperiali;
- la creazione di una fitta rete stradale con un ottimo livello di manutenzione, istituendo numerosi curatores viarum per la manutenzione delle strade in Italia e nelle Province;
- nuovi porti commerciali e nuove attrezzature portuali come moli, banchine e fari, a partire dal vicino porto di Roma, Ostia;[105]
- l'escavazione di canali e nuove esplorazioni (a volte anche militari oltreché commerciali) in terre lontane come l'Etiopia, la penisola arabica (fino all'attuale Yemen), le terre dei Garamanti, dei Germani del fiume Elba e l'India.[106]

Un programma avanzato di opere pubbliche lo troviamo soprattutto sotto Traiano dopo la conquista della Dacia grazie all'enorme bottino ricavatone. L'Optimus Princeps poté così impegnarsi a migliorare le condizioni di vita del populus romanus, cominciando a rafforzare la viabilità lungo le principali vie di comunicazione che si diramavano dall'Urbe (come la via Traiana, che iniziava presso un arco a lui dedicato a Benevento); costruendo ex novo un nuovo porto esagonale nella zona di Fiumicino, oltre ad un nuovo acquedotto ed un nuovo complesso termale presso il Colosseo; ricostruendo ed ampliando il Circo Massimo; rinnovando il centro della città di Roma con la costruzione di un immenso foro e dei mercati ad esso contigui, avvalendosi dell'architetto Apollodoro di Damasco. Tutte queste magnifiche opere furono glorificate da numerose emissioni monetali.
| Traiano e le opere pubbliche | Traiano e le opere pubbliche | Traiano e le opere pubbliche | Traiano e le opere pubbliche | Traiano e le opere pubbliche                                | Traiano e le opere pubbliche       | Traiano e le opere pubbliche                                                                                   |
| Immagine                     | Valore                       | Dritto | Rovescio | Datazione                                                   | Peso; diametro                     | Catalogazione                                                                                                  |
| ---------------------------- | ---------------------------- | --- | --- | ----------------------------------------------------------- | ---------------------------------- | --- |
|                              | Æ Sesterzio                  | IMP CAES Nerva TRAI-AN AVG GER P M, testa laureata a destra.                                                                     | TR P COS III P P, S C in esergo, un arco trionfale tetrastilo con tre archi sormontato da 12 cavalli. | 100                                                         | 27.79 gr                           | RIC Traianus, II -; Banti 333; BMCRE -; Cohen -.                                                               |
|                              | Æ Sesterzio                  | IMP CAES NERVAE Traiano AVG GER DAC P M TR P COS V P P, testa laureata a destra, drappeggio sulla spalla sinistra, con mantello. | S P Q R OPTIMO PRINCIPI, S C in esergo, il Circo Massimo con la spina, l'obelisco di Augusto nei pressi della meta (?) e circondato da un colonnato; un arco di trionfo sormontato da una quadriga con i carceres ad ogni parte finale; la terrazza con due statue sotto. | 103                                                         | 26.36 gr, 6 h                      | RIC Traianus, II, 571; BMCRE 856; Cohen 546.                                                                   |
|                              | Æ Sesterzio                  | IMP CAES NERVAE Traiano AVG GER DAC P M TR P COS V P P, testa laureata a destra, drappeggio sulla spalla sinistra, con mantello. | S P Q R OPTIMO PRINCIPI, S C nella parte bassa, AQVA TRAIANA in esergo, il genio dell'Aqua Traiana sdraiata sul fianco sinistro, il gomito appoggiato su un'urna da cui sgorgano flussi d'acqua, una canna nella mano destra, il tutto sotto una grotta ad arco senza il supporto di colonne. | 104-107                                                     | 31 mm, 23.80 gr                    | RIC Traianus, II 463 var. (senza mantello); BMCRE 873 var. (idem); Banti 14 var. (idem); Cohen 20 var. (idem). |
|                              | Æ Sesterzio                  | IMP CAES NERVAE Traiano AVG GER DAC P M TR P COS V P P, testa laureata a destra, drappeggio sulla spalla sinistra, con mantello. | PORTVM TRAIANI, il bacino ottagonale del porto di Traiano, circondato da magazzini e navi al centro. | 106-111                                                     | 33 mm, 23.35 gr, 6 h               | RIC Traianus, II 632.                                                                                          |
|                              | Aureo                        | IMP Traiano AVG GER DAC P M TR P COS VI P P, busto laureato con drappeggio e corazza verso destra.                               | La facciata della Basilica Ulpia con tre corpi separati "in avanti", ognuno con base a due colonne; sopra l'epistilio della parte centrale una quadriga trionfale; figure su entrambi i lati a fianco della quadriga; sopra gli epistili laterali ci sono delle bighe; un paio poi di aquele legionarie nella parte più esterna, mentre l'architrave sotto risulta ornata; BASILICA VLPIA in esergo.                     | 112                                                         | 7.24 gr, 8 h; zecca di Roma        | RIC Traianus, II 247; Strack 202b; BMCRE 492; Calicó 988; cf. Cohen 42-43.                                     |
|                              | Æ Sesterzio                  | IMP Traiano AVG GER DAC P M TR P COS VI P P, busto laureato con drappeggio e corazza verso destra.                               | La facciata della Basilica Ulpia con tre corpi separati "in avanti", ognuno con base a due colonne; sopra l'epistilio della parte centrale una quadriga trionfale; figure su entrambi i lati a fianco della quadriga; sopra gli epistili laterali ci sono delle bighe; un paio poi di aquele legionarie nella parte più esterna, mentre l'architrave sotto risulta ornata; BASILICA VLPIA ed S C in esergo su due righe. | 112-115                                                     | 25,58 gr, 6 h; zecca di Roma       | RIC Traianus, II 616 var. (non drappeggiata), Banti 36.                                                        |
|                              | Denario                      | IMP Traiano AVG GER DAC P M TR P COS VI P P, testa laureata a destra.                                                            | S P Q R OPTIMO PRINCIPI, statua equestre di Traiano verso sinistra, tiene in mano una lancia ed una spada (o una piccola vittoria). | 112-114/115                                                 | 19 mm, 3.35 gr, 7h; zecca di Roma  | RIC Traianus, II 291 var. (drappeggio); BMCRE 445; RSC 497a.                                                   |
|                              | Denario                      | IMP Traiano AVG GER DAC P M TR P COS VI P P, testa laureata a destra.                                                            | S P Q R OPTIMO PRINCIPI, Via Traiana in eserguo, una donna (la Via Traiana) sdraiata verso sinistra e la testa girata verso destra, il gomito sinistra appoggiato su una roccia, tiene in mano una ruota di un carro e un ramo. | 112-115                                                     | 19 mm, 3.40 gr, 8 h; zecca di Roma | RIC Traianus, II 267; BMCRE 486; RSC 648b.                                                                     |
|                              | Aureo                        | IMP Traiano AVG GER DAC P M TR P COS VI P P, busto laureato con drappeggio e corazza verso destra.                               | Entrata trionfale del foro di Traiano: facciata di un edificio esastilo, sormontato da statue ed un carro trionfale a sei cavalli con tre figure verso sinistra e destra (due soldati ed al centro un trofeo dei Daci); quattro statue negli archi sottostanti; FORVM TRAIAN(A) in esergo. | 112-115                                                     | 19 mm, 7.13 gr, 7 h; zecca di Roma | RIC Traianus, II 255 var. (busto senza drappeggio o corazza); Calicó 1030.                                     |
|                              | denario                      | IMP Traiano AUG GER DAC P M TR P COS VI P P, testa laureata a destra con drappeggo su spalla.                                    | S P Q R OPTIMO PRINCIPI S C, la Colonna di Traiano al centro, sulla cima la statua dell'imperatore, alla base due aquile e la porta d'accesso al monumento. | 114 (al termine della costruzione della Colonna di Traiano) | 3.34 g; zecca di Roma              | RIC Traianus, II, 292; Bauten 50. BMC 452. BN 746. Cohen 558. Hill 618.                                        |

### Entrate statali

#### Epoca regia
In epoca monarchica lo stato raccoglieva le tasse sullager publicus. Se furono rimossi i dazi doganali, quelli sui pascoli (scripturae), i diritti di passaggio o le concessioni (portorium o quadragesima), vennero stabiliti i lavori di corvée, ovvero quelle prestazioni gratuite dovute da parte del cittadino allo stato, come ad esempio la coltivazione delle terre. Erano contemplate anche una serie di entrate saltuarie, come la confisca di beni (bona damnatorum) e soprattutto i bottini di guerra in natura (pradea) o in moneta (manubiae). Con Servio Tullio si stabilì che l'acquisto dei cavalli per le 18 centurie di equites fosse di competenza appunto del tesoro pubblico o Aerarium cittadino: venne quantificato uno stanziamento annuo iniziale di 10.000 assi a centuria e si sancì che fossero le donne non sposate a pagare il mantenimento dei cavalli con 2.000 assi annui a centuria..

#### Epoca repubblicana
In epoca repubblicana i cittadini romani pagavano una tassa sui terreni e sui beni (Tributum ex census) in proporzione alla loro ricchezza per coprire le spese della sola guerra. Dopo il 167 a.C., i territori italici furono esentati da questa tassazione, che invece fu posta a carico delle sole province. I pagamenti in natura, la decima (decuma) furono gradualmente sostituiti dallo stipendium o dal tributum ex census e pagati in moneta, in base alle esigenze del momento. I due censori, eletti ogni cinque anni dai comizi centuriati, si occupavano di effettuare un nuovo censimento, per poter effettuare una miglior riscossione delle tasse. I pubblicani, invece erano gli esattori delle tasse provinciali.
Inoltre fu aggiunta una tassa impopolare, la capitazione (tributum pro capite), oltre ad una tassa sulle colonne (columnarium). Più tardi la produzione mineraria diventò un monopolio di stato. E sempre lo stato si occupò di recuperare i beni obsoleti o le multe.
Durante la Repubblica romana tutte le entrate confluivano nell'aerarium, il cui tesoro veniva custodito nel tempio di Saturno nel Foro (fine del V secolo a.C.) insieme ad una bilancia per la pesatura del metallo. Una sezione speciale del tesoro era costituita dall'aerarium sanctius, contenente la riserva metallica dello Stato (oro, argento e bronzo), gemme, gioielli e i proventi della tassa del 5% sull'emancipazione degli schiavi. Il controllo della cassa fu affidato, prima ai questori, poi agli edili al tempo della dittatura di Cesare.

#### Epoca alto-imperiale

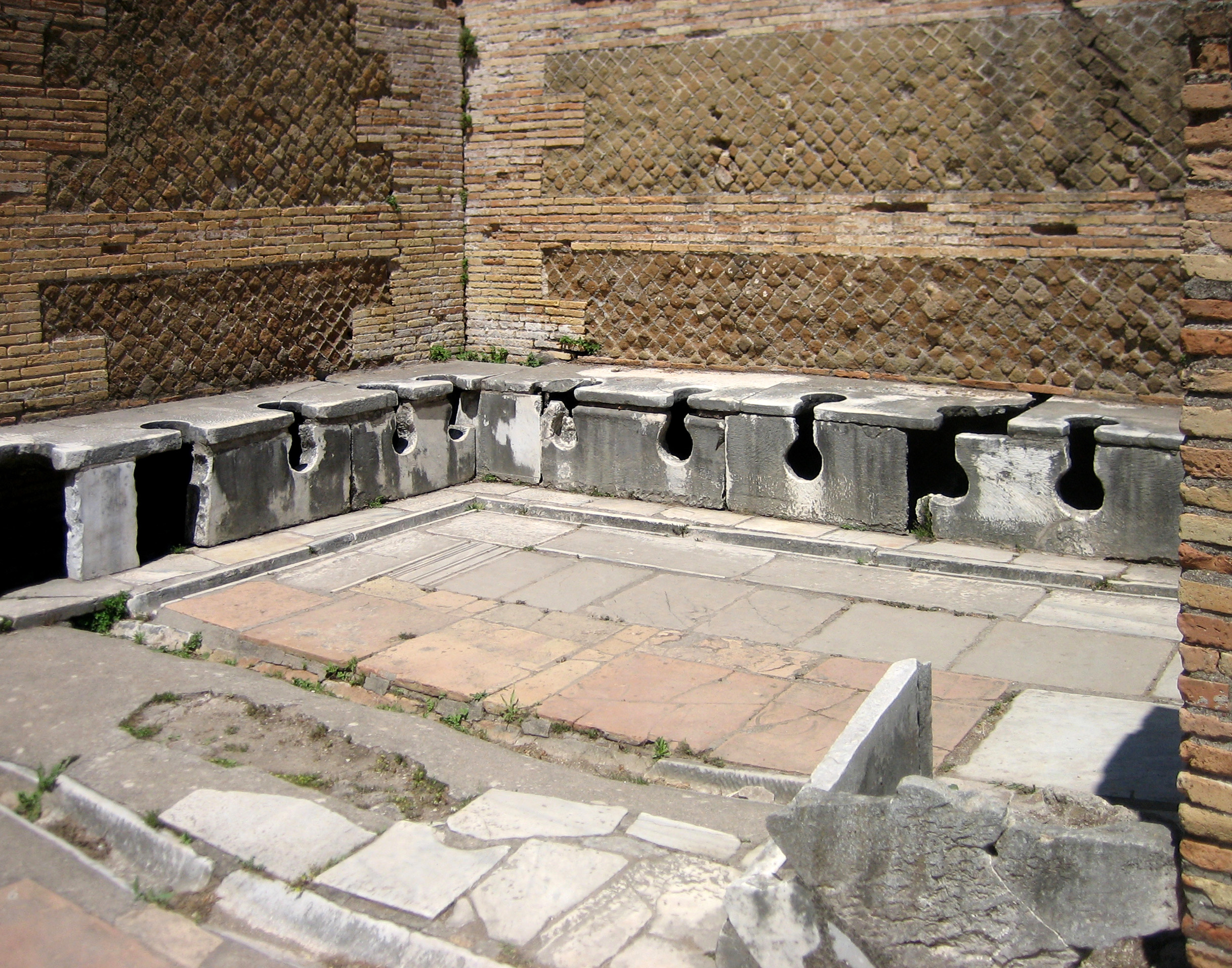
La famosa tassa di Vespasiano che colpì le pubbliche latrine romane (a fianco una ad Ostia)

Con l'avvento dell'Impero, il controllo di tutte le risorse finanziarie fu attribuito allo stesso princeps. Il gigantesco apparato imperiale comportava costi crescenti. Per questo motivo Augusto introdusse una serie di nuove tasse, in aggiunta alle precedenti, come la vicesima libertatis o manumissionum (imposta del 5% sugli schiavi manomessi); la vicesima hereditatum (imposta del 5% sulla successione ereditaria, passata poi al 10% con Settimio Severo); i vectigalia (1% sulle vendite) e l'aes uxorium (tassa per chi non si sposava).
Decise, quindi, di dividere amministrativamente e fiscalmente l'Impero in:
- province senatorie i cui tributi finivano nell'aerarium (l'antica cassa dello Stato, ora affidata a due praefecti aerarii; dal 23 a due pretori; sotto Claudio a due questori per tre anni; con Nerone a due ex-pretori), per sostenere le spese correnti;
- province imperiali, le cui entrare alimentavano il fiscus, la cassa privata dell'imperatore, cui toccavano gli oneri più gravosi, rappresentati dall'esercito, dalla burocrazia e dalle sovvenzioni alla plebe urbana (distribuzioni di frumento o denaro, congiaria) per evitare rivolte.

Sotto i successori di Augusto si generò confusione tra erario e fisco, a tutto vantaggio di quest'ultimo. Inoltre, per l'esercito era prevista una cassa apposita, l'erario militare (aerarium militare), in cui si accantonavano i fondi per il pagamento dell'indennità ai soldati congedati. Sappiamo, inoltre, che Caligola istituì una tassa sui processi, poco dopo abolita, e che Vespasiano ne istituì un'altra sulle latrine.
Il periodo delle grandi conquiste, raggiunse sotto Traiano l'apice delle entrate per l'immenso bottino ricavatone. Si narra, infatti, che la conquista della Dacia fruttò a Traiano un bottino, stimato in cinque milioni di libbre d'oro (pari a 226 800 kg) e nel doppio d'argento, oltre a mezzo milione di prigionieri di guerra con le loro armi. Si trattava del favoloso tesoro di Decebalo, che lo stesso re avrebbe nascosto nell'alveo di un piccolo fiume (il Sargetia) nei pressi della sua capitale, Sarmizegetusa Regia. In effetti Traiano sembra abbia ricevuto da questo immenso bottino circa 2700 milioni di sesterzi, cifra nettamente più elevata dell'intera somma sborsata da Augusto e documentata nelle sue Res gestae divi Augusti. Oltre a ciò, la conquista contribuì ad un aumento permanente delle entrate nelle casse dello Stato grazie alle miniere della Dacia occidentale che furono riaperte sotto la sorveglianza dei funzionari imperiali.

#### Epoca tardo-imperiale
Il costo crescente dell'esercito nel Tardo Impero (erano necessari continui aumenti di stipendio ed elargizioni per tenerlo quieto) e le spese della corte e della burocrazia (aumentata anch'essa in quanto al governo servivano sempre più controllori che combattessero l'evasione fiscale ed applicassero le leggi nella vastità dell'Impero), non potendo più ricorrere troppo alla svalutazione monetaria che aveva causato tassi d'inflazione incredibili, si riversarono, soprattutto tra il III ed il IV secolo (quando le dimensioni dell'esercito furono vicine ai 500.000 uomini in armi, se non di più), sulle imposte con un intollerabile peso fiscale (riforma fiscale di Diocleziano attraverso l'introduzione della iugatio-capitatio nelle campagne, una tassa sulle proprietà terriere, e altre imposizioni fiscali per i centri urbani). Fu poi Costantino a porre il controllo di tutte le entrate fiscali, sia del fiscus sia dell'aerarium, sotto un unico funzionario, il comes sacrarum largitionum.
Dato che i nullatenenti non avevano niente e i ricchi contavano su appoggi e corruzione chi ne pagò il costo furono il ceto medio (piccoli proprietari terrieri, artigiani, trasportatori, mercanti) e gli amministratori locali (decurioni), tenuti a rispondere in proprio della quota di tasse fissata dallo Stato (indizione) a carico della comunità per evitare l'evasione fiscale. L'evergetismo, che era un munifico e magnifico vanto, diventò sempre più una obbligazione imposta dal governo centrale. Le cariche pubbliche, che in precedenza erano ambite, significavano nel Tardo Impero gravami e rovina. Per arrestare la fuga dal decurionato, dalle professioni e dalle campagne, che divenne generale proprio con l'inasprimento della pressione fiscale tra il III ed il IV secolo d.C., lo Stato vincolò ciascun lavoratore e i suoi discendenti al lavoro svolto fino ad allora, vietando l'abbandono del posto occupato (fenomeno delle "professioni coatte", che nelle campagne finirà per dare avvio, attraverso il colonato, a quella che nel medioevo verrà chiamata "servitù della gleba").
L'avanzamento sociale (possibile solo con la carriera militare, burocratica o ecclesiale) non derivava dalla competizione sui mercati, bensì dai favori provenienti dall'alto. È comprensibile, a questo punto, che molti considerassero l'arrivo dei barbari non tanto una minaccia, quanto una liberazione. Ormai si era scavato un solco profondo tra uno Stato sempre più invadente e prepotente (soprusi dell'esercito e della burocrazia) e la società. Lo Stato che nel V secolo crollò sotto l'urto dei barbari era uno Stato ormai privo di consenso.

#### Mezzi finanziari: monetazione e svalutazione

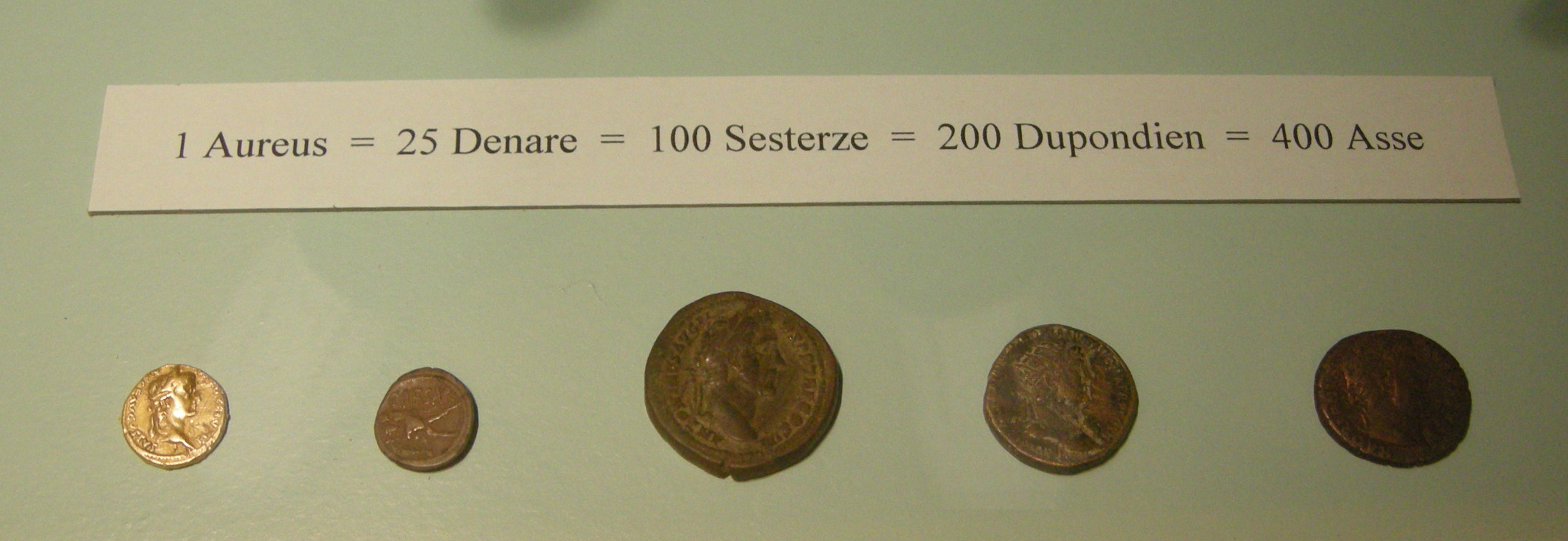
Il primo sistema monetario repubblicano e alto-imperiale.

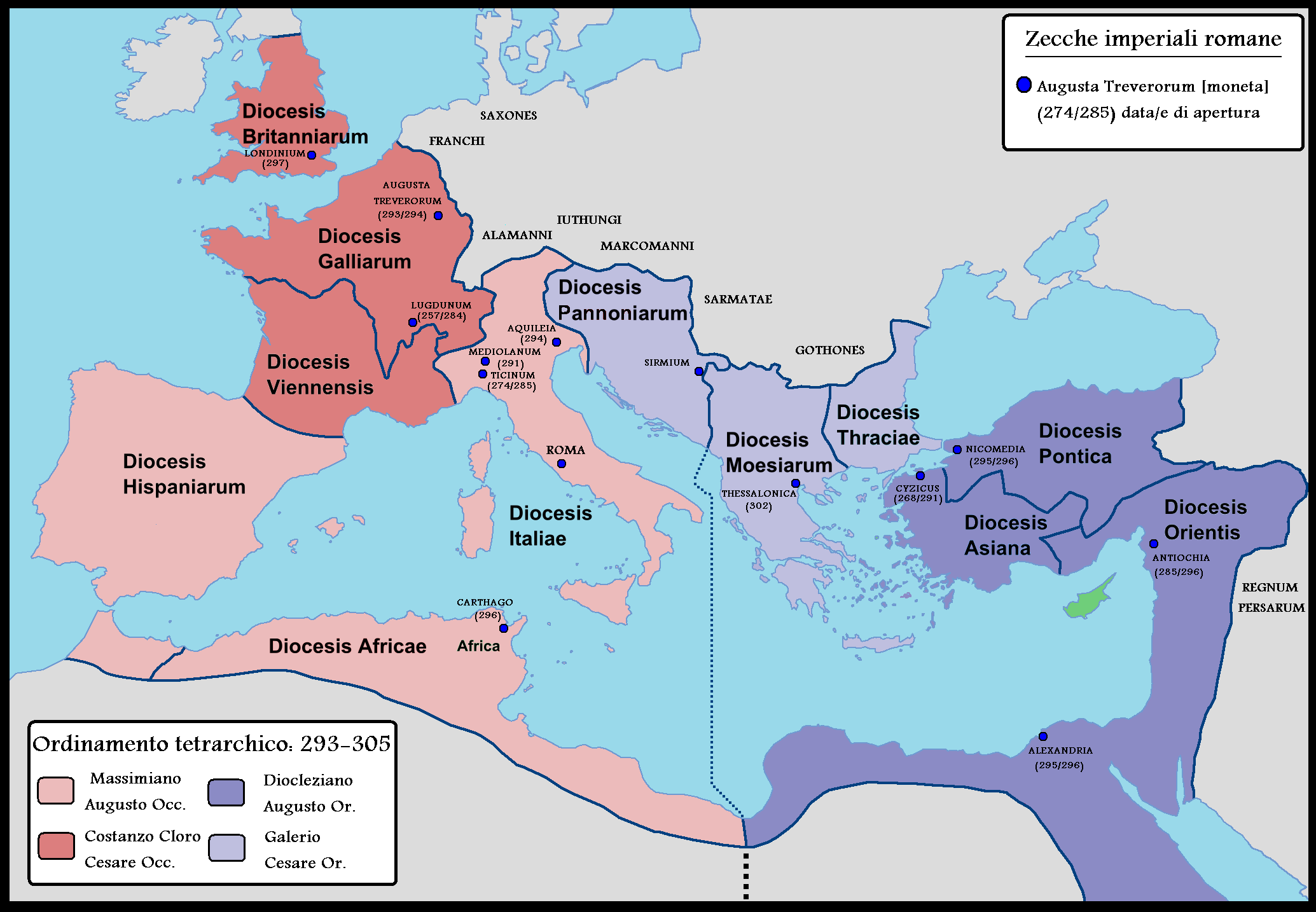
Le zecche romane al tempo della tetrarchia di Diocleziano (285-305) e delle successive guerra civile (306-324).

Nella prima parte della storia di Roma, dalla sua fondazione (21 aprile 753 a.C.) a tutto il periodo monarchico (753-509 a.C.) e parte del periodo repubblicano, fino al III secolo a.C., il commercio non si basava sull'uso della moneta, ma su una forma di baratto. Quando dal baratto si passò a un primo sistema monetario, il valore dell'unità monetaria, consistente in scorie di bronzo o rame informi (aes rude), fu stabilito pari a quello di una pecora o di un bue. In seguito l'aes rude fu sostituito dalla prima moneta di bronzo, l'aes grave o asse librale (perché inizialmente era del peso di una libbra circa). Frattanto nel mondo greco, per contro, già alla metà del IV secolo a.C. la moneta aveva raggiunto una diffusione e livelli artistici elevatissimi. La parola latina aes (aeris al genitivo) significa bronzo; da aes derivano parole come erario.
L'utilizzo dell'aes rude si scontrava con la scomodità di dover pesare il quantitativo di bronzo ad ogni scambio. Su iniziativa di singoli mercanti, quindi, si iniziò ad utilizzare getti in bronzo di forma rotonda o rettangolare su di cui era riportato il valore, detti aes signatum. La prima moneta standardizzata da parte dello stato fu l'Aes grave, introdotta con l'avvio dei commerci su mare intorno al 335 a.C.
Con l'aprirsi di Roma al commercio estero (in particolare con la Magna Grecia), nel III secolo a.C. comparvero le prime monete d'argento, coniate inizialmente dall'alleata Cuma (che disponeva di una zecca), fino a quando Roma stessa cominciò a battere moneta, producendo monete d'argento come il (Denario e il Vittoriato) e d'oro come l'(Aureo), che andarono ad affiancarsi a quelle di bronzo (Asse). Il (Sesterzio) durante la Repubblica era una piccola moneta d'argento del valore di 1/4 del denario (dopo la Riforma monetaria di Augusto designò invece una moneta di rame, o meglio in ottone (oricalco)). Le monete più preziose venivano utilizzate per le transazioni internazionali, quelle di minor valore, invece, per l'economia domestica. La coerenza del sistema repubblicano era assicurata da cambi fissi: un Aureo = 25 Denari = 100 Sesterzi = 400 Assi. Lo Stato per tutta la durata della Repubblica agì con prudenza e saggezza nella regolazione delle coniazioni (quantità di monete emesse, loro peso e titolo).
Dopo il periodo delle riforme di esercito e monetazione di Augusto, i suoi successori cercarono di non discostarsi molto dalla linea tracciata dal primo imperatore, a parte Traiano che portò l'Impero alla sua massima estensione anche per assicurarsi le miniere d'oro della Dacia ed il controllo delle vie carovaniere dell'Oriente: il beneficio fu comunque solo momentaneo. Alla lunga, la conclusione della politica espansionistica che fece mancare le usuali risorse del bottino di guerra, la diminuzione della moneta circolante (la produzione delle miniere era inferiore alla richiesta di metalli preziosi), la scarsità e quindi l'aumento del prezzo di mercato degli schiavi, resero le spese sempre più insostenibili, mentre la pressione fiscale si rivelava inefficace.
Lo Stato conosceva un solo mezzo di intervento che non aumentasse ulteriormente la pressione fiscale: la svalutazione della moneta, tramite la riduzione di peso delle monete (il primo ad operare in tal senso fu Nerone, al fine di poter meglio sostenere la sua personale politica di prestigio e di grandi spese). La conseguenza, evidente in tutta la sua drammaticità nel corso del Tardo Impero, sarà un'inflazione galoppante.
E così a partire dal III secolo, gli imperatori successivi, il cui potere dipendeva interamente dall'esercito, erano costretti a continue nuove emissioni per pagare i soldati ed effettuare i tradizionali donativi: il metallo effettivamente presente nelle monete si ridusse progressivamente, pur conservando queste lo stesso valore teorico. Ciò ebbe l'effetto prevedibile di causare un'inflazione galoppante e quando Diocleziano arrivò al potere il sistema monetario era quasi al collasso: persino lo stato pretendeva il pagamento delle tasse in natura invece che in moneta e il denario, la tradizionale moneta d'argento, usata per più di 300 anni, era poco apprezzata. Sappiamo infatti che, sotto Cesare ed Augusto, il denario aveva un peso teorico di circa 1/84 di libbra, ridotto da Nerone a 1/96 (pari ad una riduzione del peso della lega del 12,5%). Contemporaneamente, oltre alla riduzione del suo peso, vi era anche una riduzione del tuo titolo (% di argento presente nella lega), che passò dal 97-98% dell'epoca augustea al 93,5% (per una riduzione complessiva del solo argento del 16,5% ca). Il denario, infatti, continuò il suo declino durante tutto l'impero di Commodo e di Settimio Severo, tanto da vedere ridotto il proprio titolo a meno del 50% di argento.
| Peso teorico dei Denari: da Cesare alla riforma di Aureliano (274) | Peso teorico dei Denari: da Cesare alla riforma di Aureliano (274) | Peso teorico dei Denari: da Cesare alla riforma di Aureliano (274) | Peso teorico dei Denari: da Cesare alla riforma di Aureliano (274) | Peso teorico dei Denari: da Cesare alla riforma di Aureliano (274) | Peso teorico dei Denari: da Cesare alla riforma di Aureliano (274) | Peso teorico dei Denari: da Cesare alla riforma di Aureliano (274) | Peso teorico dei Denari: da Cesare alla riforma di Aureliano (274) | Peso teorico dei Denari: da Cesare alla riforma di Aureliano (274) | Peso teorico dei Denari: da Cesare alla riforma di Aureliano (274) |
| Denario                                                            | Cesare                                                             | Augusto (post 2 a.C.)                                              | Nerone (post 64)                                                   | Traiano                                                            | Marco Aurelio (post 170)                                           | Commodo                                                            | Settimio Severo (post 197)                                         | Caracalla (post 215)                                               | Aureliano (post 274)                                               |
| ------------------------------------------------------------------ | ------------------------------------------------------------------ | ------------------------------------------------------------------ | ------------------------------------------------------------------ | ------------------------------------------------------------------ | ------------------------------------------------------------------ | ------------------------------------------------------------------ | ------------------------------------------------------------------ | ------------------------------------------------------------------ | ------------------------------------------------------------------ |
| Peso teorico (della lega): in libbre (=327,168 grammi)             | 1/84                                                               | 1/84                                                               | 1/96                                                               | 1/99                                                               | 1/100                                                              | 1/111                                                              | 1/111                                                              | 1/105                                                              | 1/126                                                              |
| Peso teorico (della lega): in grammi                               | 3.895 grammi                                                       | 3.895 grammi                                                       | 3.408 grammi                                                       | 3.305 grammi                                                       | 3.253 grammi                                                       | 2.947 grammi                                                       | 2.947 grammi                                                       | 3.116 grammi                                                       | 2.600 grammi                                                       |
| % del titolo di solo argento:                                      | 98%                                                                | 97%                                                                | 93,5%                                                              | 89,0%                                                              | 79,0%                                                              | 73,5%                                                              | 58%                                                                | 46%                                                                | 2,5%                                                               |
| Peso teorico (argento): in grammi                                  | 3,817 grammi                                                       | 3,778 grammi                                                       | 3,186 grammi                                                       | 2,941 grammi                                                       | 2,570 grammi                                                       | 2.166 grammi                                                       | 1.710 grammi                                                       | 1,433 grammi                                                       | 0,065 grammi                                                       |

Identica sorte toccò anche alla moneta più pregiata in circolazione, l'aureo:
| Peso teorico: in libbre (=327,168 grammi) | 1/40      | 1/42      | 1/45      | (1/42.2)  | (1/44.8)  | (1/45.4)  | 1/50      | 1/50      | 1/70      | 1/60      |
| Peso teorico: in grammi                   | 8.179 gr. | 7.790 gr. | 7.270 gr. | 7.750 gr. | 7.300 gr. | 7.200 gr. | 6.543 gr. | 6.543 gr. | 4.674 gr. | 5.453 gr. |

## Bilancia commerciale (esportazioni - importazioni)
Il costante e crescente acquisto di enormi quantità di prodotti di lusso provenienti dalle regioni asiatiche, almeno fino al II secolo d.C. da parte del Mondo romano, era stato regolato con monete, soprattutto d'argento (monete romane sono state trovate anche in regioni molto lontane), tanto che la continua fuoriuscita di metallo prezioso (non bilanciata dalla produzione delle miniere, visto che i giacimenti erano ormai in esaurimento dopo secoli di sfruttamento) finì per determinare nel Tardo Impero una rarefazione dell'oro e dell'argento all'interno dei confini imperiali, accelerando così la perversa spirale di diminuzione della quantità effettiva di metallo prezioso nelle monete coniate dai vari imperatori.
Inoltre, l'instabilità politica ebbe pesantissimi effetti anche sui traffici commerciali. Ecco come lo storico Henry Moss descrive la situazione dei trasporti e della rete commerciale dell'Impero prima della crisi:
(H. St. L. B. Moss, The Birth of the Middle Ages p 1.)
Con la crisi del III secolo questa ampia rete commerciale fu rotta. L'agitazione civile e i conflitti la resero non più sufficientemente sicura per permettere ai commercianti di viaggiare come prima e la crisi monetaria rese gli scambi molto difficili. Ciò produsse profondi cambiamenti che proseguirono fino all'età medioevale. I grandi latifondisti, non più in grado di esportare con successo i loro raccolti sulle lunghe distanze, cominciarono a produrre cibi per la sussistenza e per il baratto locale. Piuttosto che importare i prodotti, cominciarono a produrre molti beni localmente, spesso sulle loro stesse proprietà di campagna, dove tendevano a rifugiarsi per sfuggire alle imposizioni dello Stato a carico dei cittadini. Nacque in tal modo una "economia domestica" autosufficiente che sarebbe diventata ordinaria nei secoli successivi, raggiungendo la sua forma finale in età medioevale.

## Prodotto interno lordo
Gli scarsi dati storici a nostra disposizione sull'economia dell'Antichità, mettono in evidenza che qualsiasi stima venga fatta, non può essere definitiva e tanto meno certa.
| Unit                        | Unit                        | Raymond W. Goldsmith 1984 | Keith Hopkins 1995/6 | Peter Temin 2006 | Angus Maddison 2007 | Peter Fibiger Bang 2008 | Walter Scheidel/Friesen 2011 | Elio Lo Cascio/Paolo Malanima 2011 |
| --------------------------- | --------------------------- | ------------------------- | -------------------- | ---------------- | ------------------- | ----------------------- | ---------------------------- | ---------------------------------- |
| Reddito pro-capite          | Sesterzi                    | Sesterzio 380             | Ses.225              | Ses.166          | Ses.380             | Ses.229                 | Ses.260                      | Ses.380                            |
| Reddito pro-capite          | Grano equivalente           | 843 kg                    | 491 kg               | 614 kg           | 843 kg              | 500 kg                  | 680 kg                       | 855 kg                             |
| Reddito pro-capite          | 1990 dollari                | –                         | –                    | –                | $570                | –                       | $620                         | $940                               |
| Popolazione (Appross. anno) | Popolazione (Appross. anno) | 55mill. (14 d.C.)         | 60 mill. (14 d.C.)   | 55 mill. (100)   | 44 mill. (14)       | 60 mill. (150)          | 70 mill. (150)               | – (14)                             |
| Total PIL                   | Sesterzi                    | Ses. 20.9mild.            | Ses. 13.5 mild.      | Ses. 9.2 mild.   | Ses. 16.7 mild.     | Ses. 13.7 mild.         | ~Ses. 20 mild.               | –                                  |
| Total PIL                   | Grano equivalente           | 46.4 Mt                   | 29.5 Mt              | 33.8 Mt          | 37.1 Mt             | 30 Mt                   | 50 Mt                        | –                                  |
| Total PIL                   | 1990 Dollari                | –                         | –                    | –                | $25.1 mild.         | –                       | $43.4 mild.                  | –                                  |

1) Numeri in corsivo non direttamente forniti dagli autori, ma che si ottengono moltiplicando il valore relativo del PIL pro-capite in base alle dimensioni della popolazione stimata.
Italia è considerata la regione più ricca, dovuto alle tasse trasferite dalle province romane ed all'elevata concentrazione di reddito in quest'area; il suo PIL pro capita è stimato essere stato attorno al 40% fino al 66% più alto di tutto il resto dell'Impero.